# Georg Wilhelm Friedrich Hegel
« Hegel » redirige ici. Pour les autres significations, voir Hegel (homonymie).
Ne doit pas être confondu avec Engels.
Georg Wilhelm Friedrich Hegel (/ˈɡeːɔɐ̯k ˈvɪlhɛlm ˈfʁiːdʁɪç ˈheːɡl̩/), né le 27 août 1770 à Stuttgart et mort le 14 novembre 1831 à Berlin, est un philosophe allemand.
Son œuvre, postérieure à celle d’Emmanuel Kant, appartient à l'idéalisme allemand et a eu une influence décisive sur l'ensemble de la philosophie contemporaine.
Hegel enseigne la philosophie sous la forme d'un système unissant tous les savoirs suivant une logique dialectique. Le système est présenté comme une « phénoménologie de l'esprit » puis comme une « encyclopédie des sciences philosophiques », titres de deux de ses ouvrages, et englobe l'ensemble des domaines philosophiques, dont la métaphysique et l'ontologie, la philosophie de l'art et de la religion, la philosophie de la nature, la philosophie de l'histoire, la philosophie morale et politique ou la philosophie du droit.

## Biographie

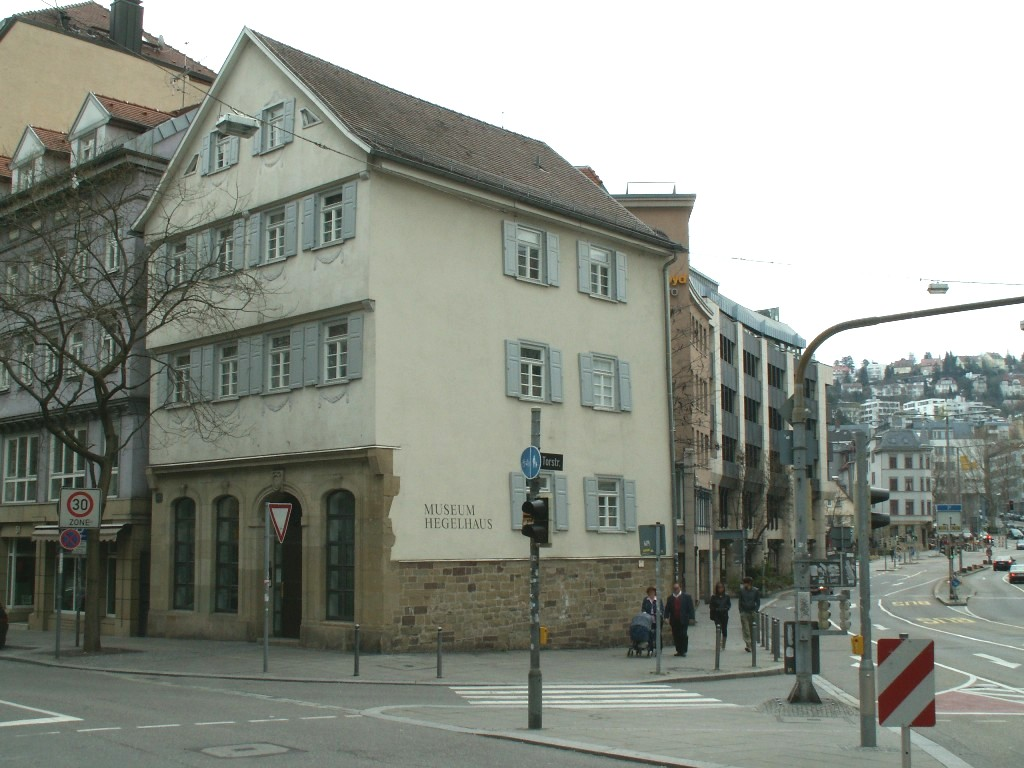
Maison natale de Hegel à Stuttgart (Eberhardstrasse 53) en 2006.

### Stuttgart (1770-1787)
Georg Wilhelm Friedrich Hegel naît à Stuttgart le 27 août 1770 dans une famille protestante. Son père Georg Ludwig Hegel (1733-1799) est fonctionnaire à la Cour des comptes du duc Charles II de Wurtemberg. Sa mère Maria Magdelena Fromm (1741-1783) est issue d'une famille cultivée de juristes et participe à la première formation intellectuelle de son fils avant de mourir prématurément. Sa sœur Christiane enseignera plus tard le français à Stuttgart et sera internée dans un asile psychiatrique. Son jeune frère Ludwig périra en tant que capitaine dans l'armée napoléonienne pendant la campagne de Russie.
Georg Hegel fait ses études au Gymnasium (de) de sa ville natale, où il est un écolier modèle. Sa sœur rapporte qu'il savait sa première déclinaison latine dès l'âge de cinq ans et que son précepteur lui offrit une édition des drames de Shakespeare pour ses huit ans. À l'âge de dix ans, son père lui fit apprendre la géométrie et l'astronomie. L'étude des tragédies grecques était sa matière favorite. Il s'intéressait également à la botanique et à la physique. Hegel lui-même se souvient avoir appris à l'âge de onze ans les définitions de Christian Wolff ainsi que les figures et règles du syllogisme, soit les bases de la logique.
Sa formation à Stuttgart est inspirée par les principes des Lumières et a contenu les textes classiques de l'Antiquité. Hegel éprouve une préférence pour le grec. Il traduit le traité Sur le sublime de Longin, le Manuel d'Épictète et l'Antigone de Sophocle. Il rédige de nombreuses notes de lecture concernant la littérature, l'esthétique, la physiognomonie, les mathématiques, la physique (théorie des couleurs), la psychologie, la pédagogie, la théologie et la philosophie. Il calligraphie très bien le français dans ses notes sur Rousseau.

### Tübingen (1788-1793)

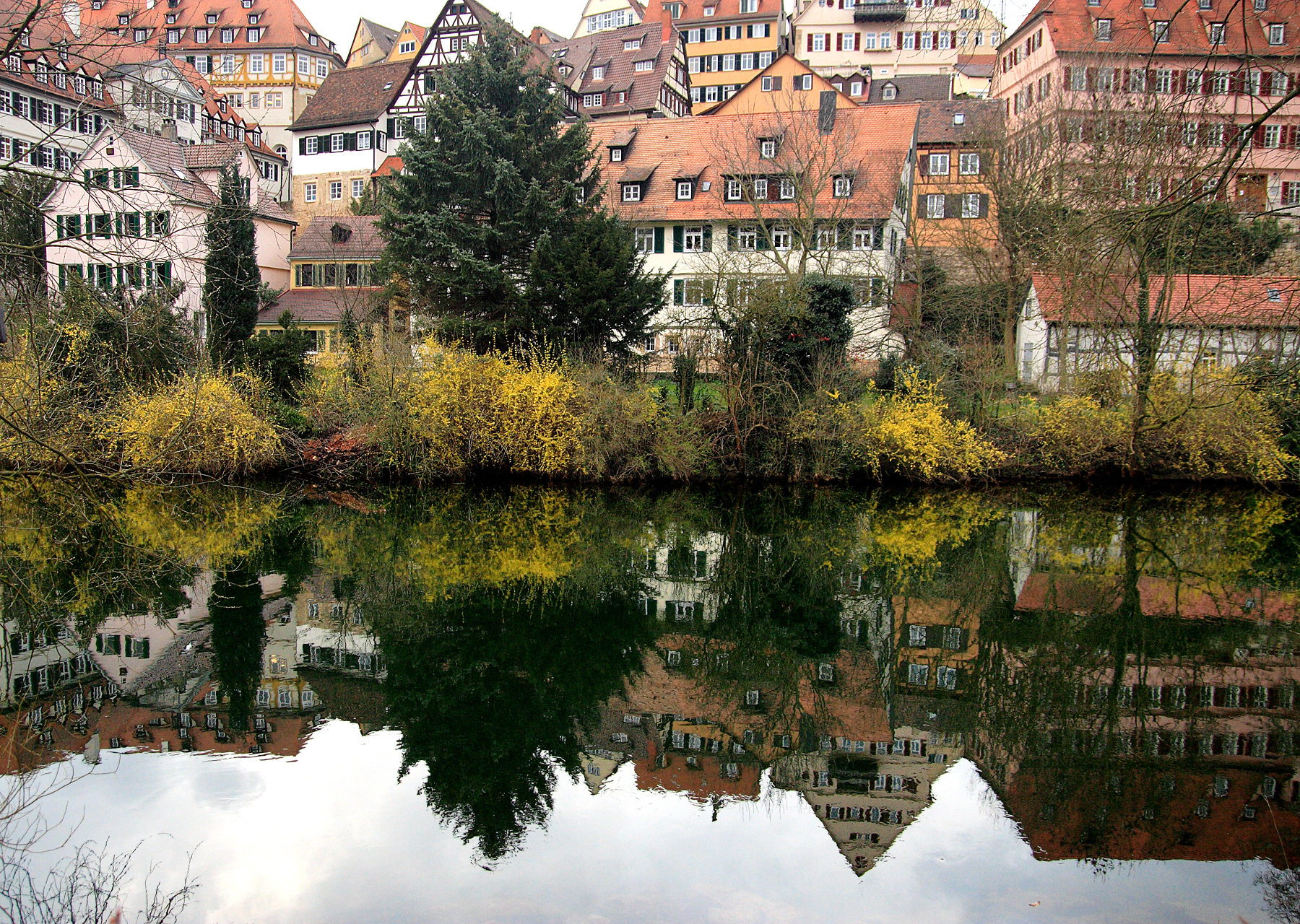
Vue de Tübingen et du Stift, le séminaire de théologie évangélique où étudia Hegel (2007).

Le jeune Georg se destine à la théologie. Il entre à l'âge de dix-huit ans au séminaire de Tübingen (appelé Stift) pour entreprendre ses études universitaires. Il étudie la philologie, l'histoire, la philosophie, la physique et les mathématiques. En 1788, il rédige un article Sur les avantages que nous procure la lecture des anciens écrivains grecs et romains classiques et obtient sa maîtrise de philosophie en 1790 avec un mémoire sur le problème moral des devoirs dans lequel il oppose au dualisme kantien l'unité de la raison et de la sensibilité.
Il s'inscrit ensuite à la faculté de théologie et suit des cours sur l'histoire des apôtres, les psaumes et les Épîtres, sur le philosophe stoïcien Cicéron, sur l'histoire de la philosophie, sur la métaphysique et la théologie naturelle et décide en outre de s'inscrire à des cours d'anatomie. L'essentiel de l'enseignement consiste dans un apprentissage de la dogmatique chrétienne qui provoque chez Hegel un écœurement manifeste visible dans ses écrits postérieurs. Une mauvaise santé le conduit à retourner assez souvent à Stuttgart pendant cette période.

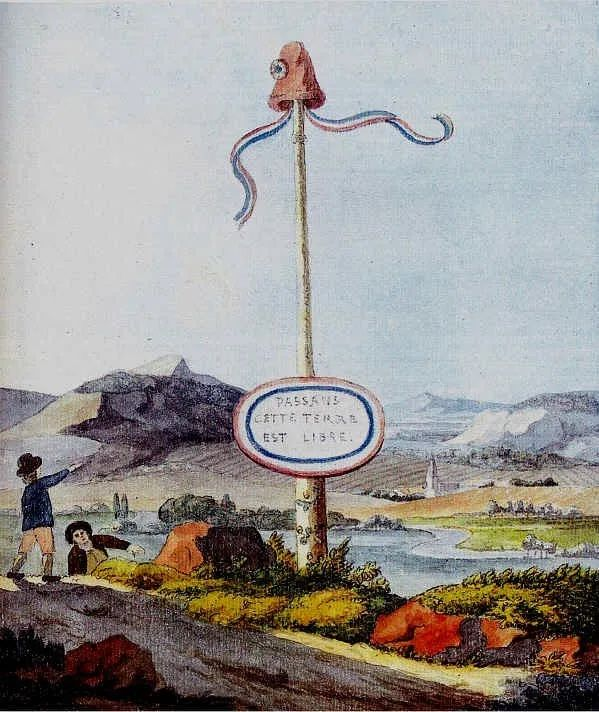
Pendant la Révolution française Hegel aurait planté avec Hölderlin et Schelling un arbre de la liberté (aquarelle de Goethe).

Georg Hegel fait au séminaire la connaissance de Friedrich Hölderlin et de Friedrich Schelling, dont il partage la chambre. Tous trois discutent de Platon, de Kant et de Spinoza. Ils éprouvent une grande passion pour la Grèce antique et s'enthousiasment pour la Révolution française. Ils auraient alors planté un arbre de la liberté dans une prairie proche de Tübingen. Hegel se fait l'orateur des idées de liberté et d'égalité. On lit les journaux français, on chante la Marseillaise, un club politique est fondé au séminaire où étudient des Montbéliardais républicains. Dans l'album de Hegel figurent des inscriptions comme « Vive la liberté !! » ou « Vive Jean-Jacques ! », l'auteur du Contrat social passant alors pour son héros. Hölderlin inscrit un vers de Goethe avec la formule grecque  Ἕν καί Πãν / hén kaí pân, « l'Un et le Tout » qui est le symbole du panthéisme.
Hegel est demeuré sa vie durant attaché au souvenir de la Révolution de 1789. Il dira, dans ses cours de Berlin sur la philosophie de l'histoire, qu'elle fut un « magnifique lever de soleil » : « tous les êtres pensants ont célébré ensemble cette époque. Une émotion sublime a dominé en ce temps-là, un enthousiasme pour l'esprit a parcouru le monde comme si une réconciliation réelle avec le divin était advenue »[réf. incomplète] . Politiquement, Hegel était républicain dans sa jeunesse, ses écrits de Berne de 1795 le montrent notamment sans ambiguïté possible. Plus tard, il s'est convaincu que l'unification politique de l'Allemagne ne pouvait passer que par la monarchie, et il a donc défendu le modèle de la monarchie constitutionnelle. Pour ce qui concerne son rapport à la Révolution française, s'il a été enthousiasmé par 1789, il désapprouvait en revanche la Terreur.
Hegel choisit de devenir non pas pasteur, ce à quoi le disposait sa formation théologique, mais plutôt précepteur. Il a en effet accepté une offre qui lui a été faite pour exercer ce métier venant de Berne à l'été 1793.
Il achève ses études à Tübingen en septembre en présentant un mémoire de théologie neutre sur l'histoire de l'Église du Wurtemberg. De cette année date pourtant un écrit sur la philosophie de la religion de Kant, où Hegel critique aussi bien la position de la dogmatique chrétienne que celle des Lumières, lesquelles « rendent plus intelligent mais non pas meilleur ». Le texte appelé « Fragment de Tübingen » pose la question d'une nouvelle « religion populaire » qui soit en même temps une religion rationnelle,.

### Berne (1793-1797)

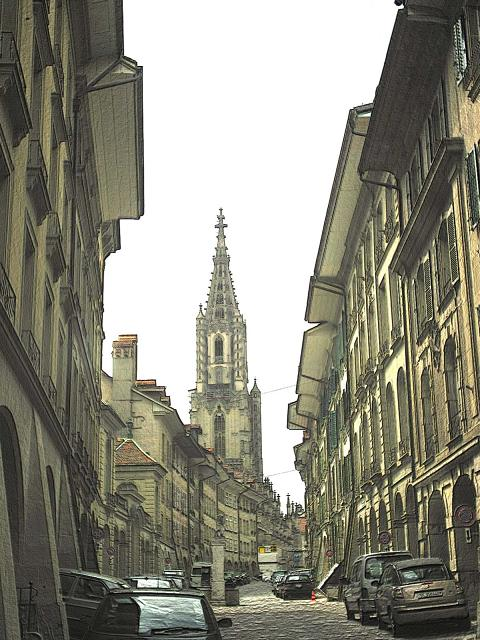
La Junkergasse à Berne (en 2005) où habitait la famille Steiger et où Hegel fut précepteur.

Hegel occupe une fonction de précepteur en Suisse dans la famille du capitaine Karl Friedrich von Steiger (1754-1841), membre du Conseil souverain de Berne et représentant de l'aristocratie alors au pouvoir dans ce canton. L'hiver, la famille réside en ville (Junkerngasse 51) et l'été à la campagne, à Tschugg, non loin du canton de Vaud. Hegel est chargé de l'éducation de deux garçons de six et de huit ans. Il fait l'expérience de la servitude dans la mesure où sa position est celle d'un valet. Mais il lui reste du temps pour des lectures et des travaux d'autant que la famille Steiger possède une importante bibliothèque.
Hegel étudie les derniers développements que prend la philosophie dans les publications de Kant, Fichte, Schiller et de Schelling. Il en attend une révolution en Allemagne et il écrit en ce sens à Schelling :

« Je crois qu'aucun signe des temps n'est meilleur que celui-ci : c'est que l'humanité est représentée comme si digne d'estime en elle-même ; c'est une preuve que le nimbe qui entourait les têtes des oppresseurs et des dieux de la terre disparaît. Les philosophes démontrent cette dignité, les peuples apprendront à la sentir ; et ils ne se contenteront pas d'exiger leurs droits abaissés dans la poussière, mais ils les reprendront — ils se les approprieront. »

Les manuscrits de Hegel rattachés à cette époque témoignent surtout d'une réflexion critique sur la religion chrétienne, qui est considérée comme contraire à l'autonomie morale et comme une doctrine "triste", opposée au plaisir de vivre, à la joie. Hegel réfléchit aussi néanmoins à ce que pourrait devenir la figure de Jésus dans une nouvelle religion qui serait à la fois populaire et rationnelle. Dans le texte qu'il intitule La vie de Jésus, il réécrit l'histoire de Jésus, qui est pour lui un simple maître de vertu, enseignant la vertu dans un sens assez proche du sens kantien, abstraction faite de tout miracle et de toute résurrection.
En juillet 1796, Hegel entreprend avec d'autres précepteurs de Berne un voyage dans les Alpes bernoises et en fait la relation dans un journal. Il n'est pas ému par le spectacle de la nature sauvage et gigantesque qu'il rencontre si ce n'est par les chutes d'eau. Il oppose à la nature les activités des hommes.
La première publication de Hegel concernera la situation politique des habitants du pays de Vaud qui se révoltent en 1797 contre la domination du gouvernement de Berne avec l'appui de la France. Hegel traduit et commente en allemand en 1798 sous couvert d'anonymat les Lettres confidentielles sur le rapport juridique du pays de Vaud à la ville de Berne de l'avocat révolutionnaire Jean-Jacques Cart parues à Paris en 1793 (la paternité de cette traduction subversive éditée à l'époque de Francfort ne sera établie qu'en 1909). La position de Hegel à l'égard de la Révolution française est celle des Girondins et il condamne en ce sens les actions des robespierristes.
Pendant la période passée en Suisse, il écrit se sentir isolé de ses amis et de la scène littéraire. Il continue néanmoins de correspondre avec Hölderlin et celui-ci lui trouve un emploi de précepteur à Francfort-sur-le-Main en 1796. Avant de rejoindre son ami, Hegel lui adresse un long poème intitulé « Eleusis ». Il passe la fin de l'année 1796 à Stuttgart.

### Francfort (1797-1800)

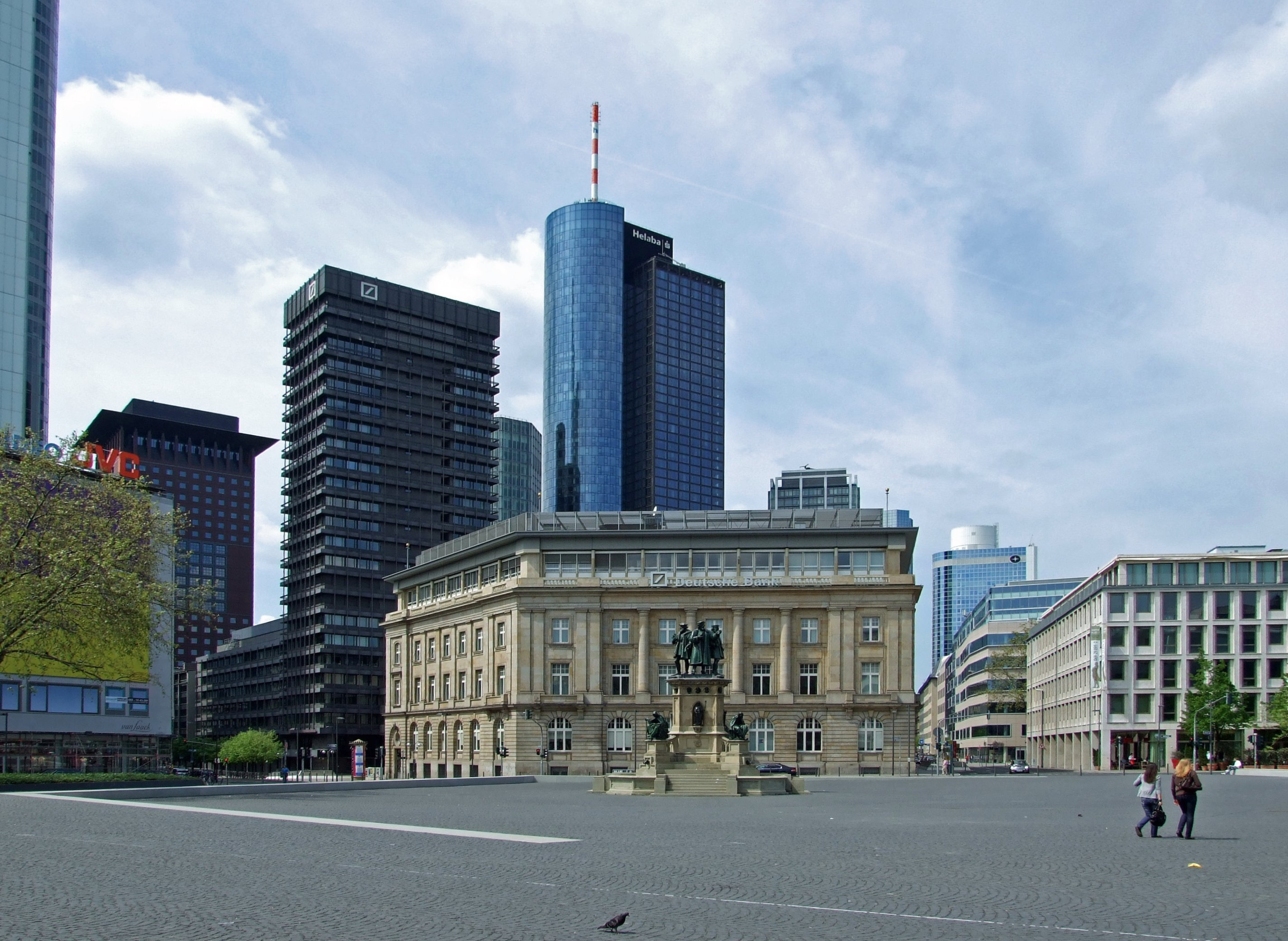
Le Rossmarkt à Francfort (en 2008) où Hegel fut précepteur.

En 1797, Hegel prend la charge de précepteur à Francfort-sur-le-Main dans la famille du négociant en vin Johann Noë Gogel (sur le Rossmarkt) tandis que Hölderlin exerce la même fonction dans la famille Gontard. Le lien amical avec Hölderlin se renforce ; Hegel participe à son projet de tragédie Sur la mort d'Empédocle et il est tenté lui-même par la poésie. Il est également en relation avec un ami commun, le philosophe poète fichtéen et révolutionnaire Isaac von Sinclair (de).

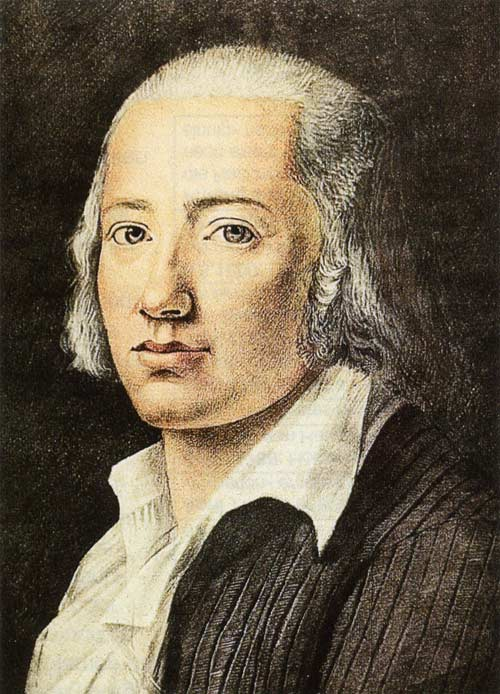
Friedrich Hölderlin.

De cette époque daterait le fragment anonyme connu sous le nom du « Plus ancien programme de système de l'idéalisme allemand » (Das älteste Systemprogramm des deutschen Idealismus) rédigé par Hegel mais que l'on a attribué également à Schelling, voire à Hölderlin. Un système commun est esquissé qui suppose la disparition de l'État et culmine dans l'idée de la beauté entendu dans un sens platonicien, soit une première formulation du système sous forme esthétique.
Hegel développe une critique de la raison et de la philosophie qui est le ferment de la dialectique. Il semble traverser alors une « crise d'hypocondrie » qui trouve son expression philosophique dans l'impossibilité de retrouver l'harmonie de la « belle totalité grecque » dans la civilisation européenne moderne. La solution sera une « réconciliation avec le temps », soit avec le réel historique.
Hegel rédige en 1798 un ouvrage dédié aux patriotes Sur la situation récente du Wurtemberg, où il défend l'élection des magistrats par le peuple. Il suppose que « l'image de temps meilleurs est parvenue à l'âme des hommes » et que seul l'aveuglement peut laisser croire que puisse subsister des « institutions que l'esprit a abandonnées » [réf. nécessaire]. La tournure des événements politiques en France le dissuade de publier ce livre.
En 1799, Hegel rédige un commentaire (aujourd'hui perdu) des théories économiques de James Denham-Steuart (1712-1780). Pour le marxiste Georg Lukacs, Hegel est celui qui a la conscience la plus juste de son époque [réf. nécessaire]. Son analyse de la société industrielle anglaise lui aurait permis de sortir des idéaux révolutionnaires dans lesquels il se serait égaré et l'aurait conduit sur la voie de la dialectique[réf. incomplète] .
Hegel poursuit sa critique de la religion sur un mode historique dans des textes publiés au début du XIXe siècle sous le titre Le christianisme et son destin, dont les concepts centraux sont la vie et l'amour. Il est question également du judaïsme dans son rapport au christianisme et à l'hellénisme. Selon Wilhelm Dilthey, Hegel n'a « rien écrit de plus beau ».
Après la mort de son père, en janvier 1799, Hegel retourne à Stuttgart et dispose d'un héritage qui lui permet l'indépendance. Il décide de devenir privat-dozent (assistant-professeur ) dans une université. Il écrit à Schelling en 1800 que sa formation scientifique l'a conduit à donner à son idéal de jeunesse la forme réflexive d'un système, qu'il se pose désormais la question d'un retour à la vie humaine et se tourne vers lui pour cette raison.

### Iéna (1801-1807)

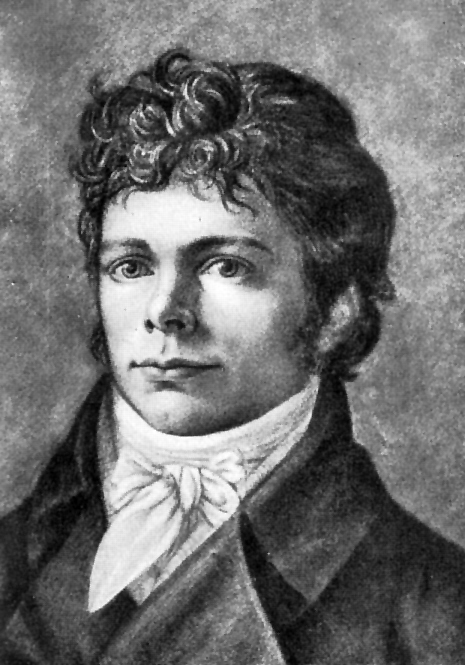
Friedrich Wilhelm Schelling vers 1800.

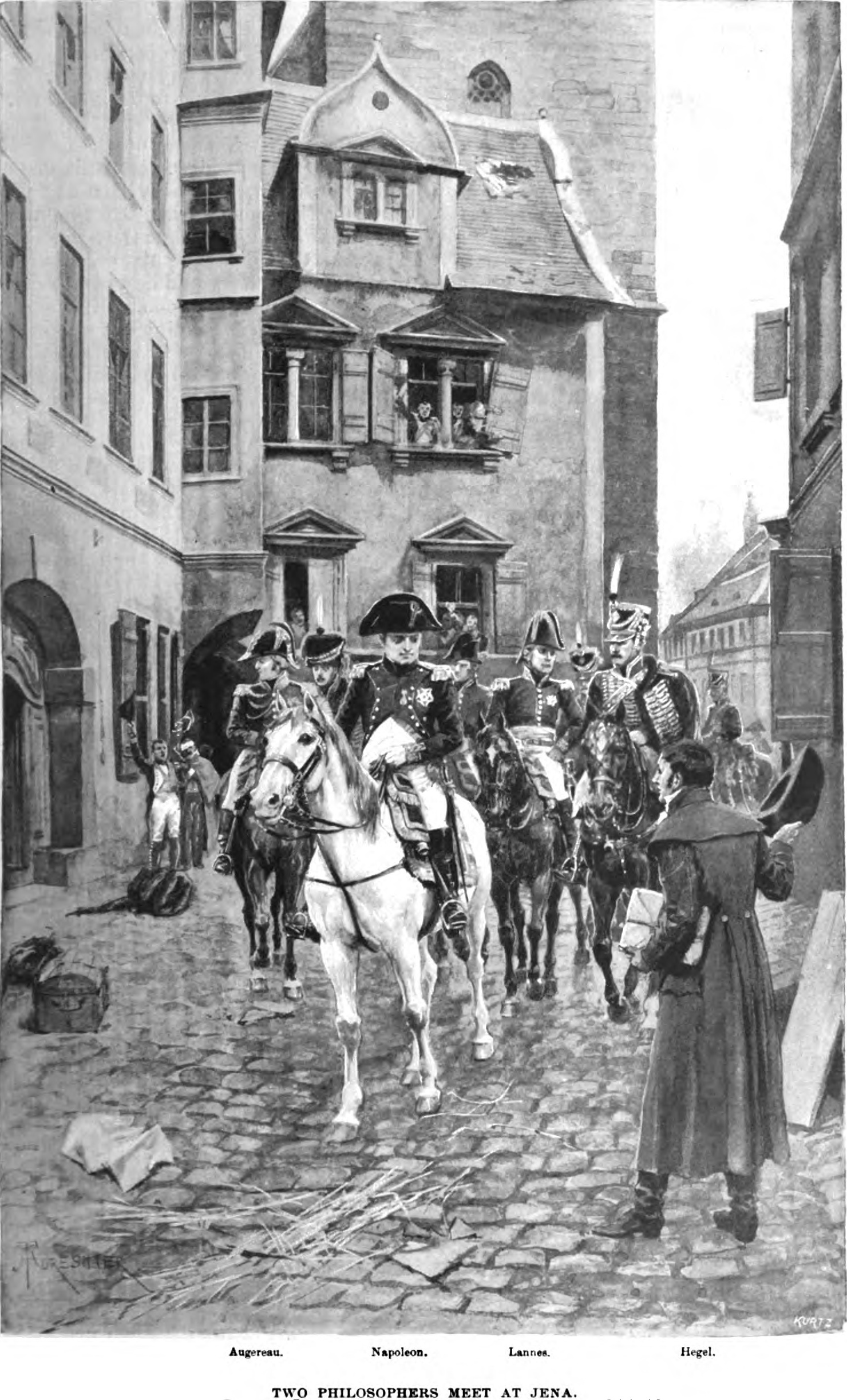
Représentation de Napoléon, « l'âme du monde », à Iéna, 1806.

Hegel commence sa carrière universitaire en devenant privatdozent à l’université d'Iéna en 1801. Il soutient son habilitation avec une thèse latine sur Les orbites des planètes (Dissertatio philosophica de orbitis planetarum) le 27 août 1801. Cette étude du système solaire doit illustrer la nouvelle physique spéculative (alors défendue par Schelling et Goethe) en rompant avec la mécanique de Newton. Il y affirme notamment qu'il ne peut pas exister d’autres planètes dans le Système solaire que celles déjà connues, et ce juste avant la découverte de Cérès, alors considérée comme telle, ce qui suscita des moqueries. Hegel, dans un contexte comique, pour l'appendice planétaire n'a pas d'intentions théoriques sérieuses, mais a plutôt essayé de se moquer de l'astrophysique a priori de son époque, en utilisant entre autres la définition de la plaisanterie de Christian Wolff à son profit.
Hegel se fait connaître également en écrivant la Différence entre les systèmes de Fichte et de Schelling, où il défend ce dernier. Assistant de Schelling à l'université d'Iéna, Hegel suit alors la pensée de son maître, dont il partage le logement. Ils fondent ensemble le Journal critique de philosophie (1802-1803) qui prend fin avec le départ de Schelling pour Wurtzbourg en 1803. Mais l'époque de Iéna est aussi celle d'un tournant : Hegel se sépare progressivement des idées de Schelling, rupture consacrée par la préface de la Phénoménologie de l'esprit en 1807.
Hegel délaisse à cette période la critique de la religion au profit d'une critique de la politique. Il écrit sur la constitution de l'Allemagne à partir du constat que « l'Allemagne n'est plus un État ».
Ses cours sont intitulés Logique et métaphysique, Philosophie de la nature et de l'esprit, Le droit naturel, Système général de la philosophie, La science complète de la philosophie ou Mathématique pure. Hegel construit son système et s'efforce de le diviser de façon organique, mais il reporte le moment de sa publication.
En 1805, il devient professeur honoraire mais sans toucher de traitements. Il a épuisé son héritage et connaît une certaine détresse financière. Goethe intervient alors pour qu'il touche un salaire annuel. Une autre source de gêne est la naissance en 1807 d'un fils naturel, Ludwig, que Hegel a conçu avec la femme de son logeur, mais dont il prendra en charge soigneusement l'éducation.
La légende raconte que Hegel aurait achevé son chef-d'œuvre, la Phénoménologie de l'esprit, pendant la bataille de Iéna. La veille de la bataille, il écrit à son ami Niethammer son admiration pour Napoléon : 

« J'ai vu l’Empereur — cette âme du monde — sortir  de la ville pour aller en reconnaissance ; c'est effectivement une sensation merveilleuse de voir un pareil individu qui, concentré ici sur un point, assis sur un cheval, s'étend sur le monde et le domine. »

Hegel prend donc parti pour les Français contre les Prussiens. La Prusse vaincra finalement les troupes napoléoniennes durant les guerres de libération de 1811-1813, ce que Hegel vivra comme un drame. Kojève, philosophe du XXe siècle dont l'interprétation de Hegel a marqué la philosophie française, considère néanmoins que la bataille d'Iéna marque « la fin de l'Histoire » en termes d'évolution des sociétés humaines vers « l'État universel et homogène». Hegel dit à la fin de ses cours en 1806 : 

« Messieurs ! Nous sommes situés dans une époque importante, dans une fermentation, où l'Esprit a fait un bond en avant, a dépassé sa forme concrète antérieure et en acquiert une nouvelle. »

### Bamberg (1807-1808)
L'arrivée de Napoléon à Iéna interrompt les activités universitaires. Hegel accepte l'offre que lui fait son ami Friedrich Immanuel Niethammer, en février 1807, de prendre la direction d'un journal à Bamberg (Bamberger Zeitung). Ses raisons sont aussi bien économiques que théoriques : 

« L'affaire m'intéressera car, comme vous le savez, je suis avec intérêt les événements mondiaux... On peut considérer la plupart de nos journaux comme plus mal faits que les journaux français et il serait intéressant de se rapprocher du ton de ces derniers. »

Il commence son activité de rédaction au mois de mars au moment même où paraît la Phénoménologie de l'esprit auquel il consacre d'ailleurs une annonce dans le journal. En ce qui concerne les articles, la censure laisse peu de liberté. Les commentaires des nouvelles sont proscrits. Une certaine ligne politique émane néanmoins dans la distanciation à l'égard de la Prusse et dans l'intérêt manifeste pour la politique napoléonienne de réformes, de constitution et de tolérance : l'empereur apparaît comme le « fondateur de la paix en Europe ». Hegel confie néanmoins à ses proches que son penchant pour la politique est plutôt insatisfait par la « galère » du journalisme. Il n'hésite donc pas dès que Niethammer, devenu conseiller ministériel à Munich, lui propose un poste d'enseignement au lycée de Nuremberg. Au moment où il quitte Bamberg, Hegel a commencé d'écrire Logique, ouvrage qu'il avait seulement esquissé à Iéna.

### Nuremberg (1808-1816)

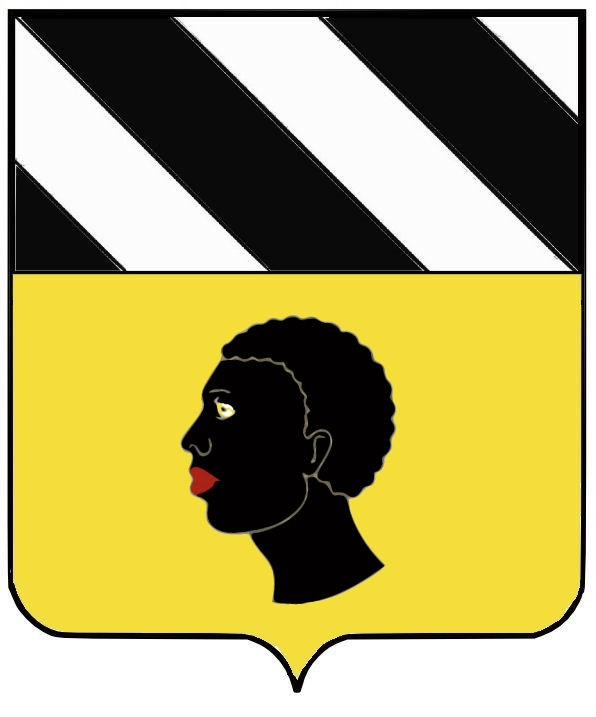
Les armes de la famille Tucher.

En 1808, il est recteur du gymnasium (lycée) de Nuremberg (aujourd'hui Melanchthon-Gymnasium). Les élèves ont entre huit et vingt ans répartis dans des classes primaires, de progymnase et de gymnase proprement dit. Hegel est confronté au manque de moyen et d'hygiène et fait une expérience amère de l'administration. Dans ses nombreux discours, il parvient néanmoins à porter l'attention des adultes sur les problèmes de pédagogie.
Il enseigne son système de la philosophie (Encyclopédie philosophique) dans les dernières classes sous la forme d'une propédeutique (une forme d'introduction). Son propos est difficile pour les élèves, mais il les stimule en leur apprenant à dialoguer librement entre eux et leur témoignant un grand respect.
Il donne une suite à la Phénoménologie de l'esprit en publiant La Science de la logique en trois volumes (1812-1816). Ce n'est pas seulement un organon, un instrument pour la pensée, auquel la scolastique réduisait la logique, mais un véritable traité de métaphysique : « La logique est à comprendre comme le système de la raison pure, l'empire de la pensée pure. »
En 1811, il épouse Marie von Tucher, qui appartient à une famille patricienne de la ville. Ils ont deux fils : Karl Hegel(1813-1901), qui deviendra historien, et Immanuel Hegel (1814-1891). Parmi sa descendance, on relève Gudrun Ensslin (1940-1977), cofondatrice avec son compagnon Andreas Baader de la Fraction armée rouge, organisation allemande d'extrême gauche, également connue sous les noms de « bande à Baader » ou « groupe Baader-Meinhof ».

### Heidelberg (1816-1818)

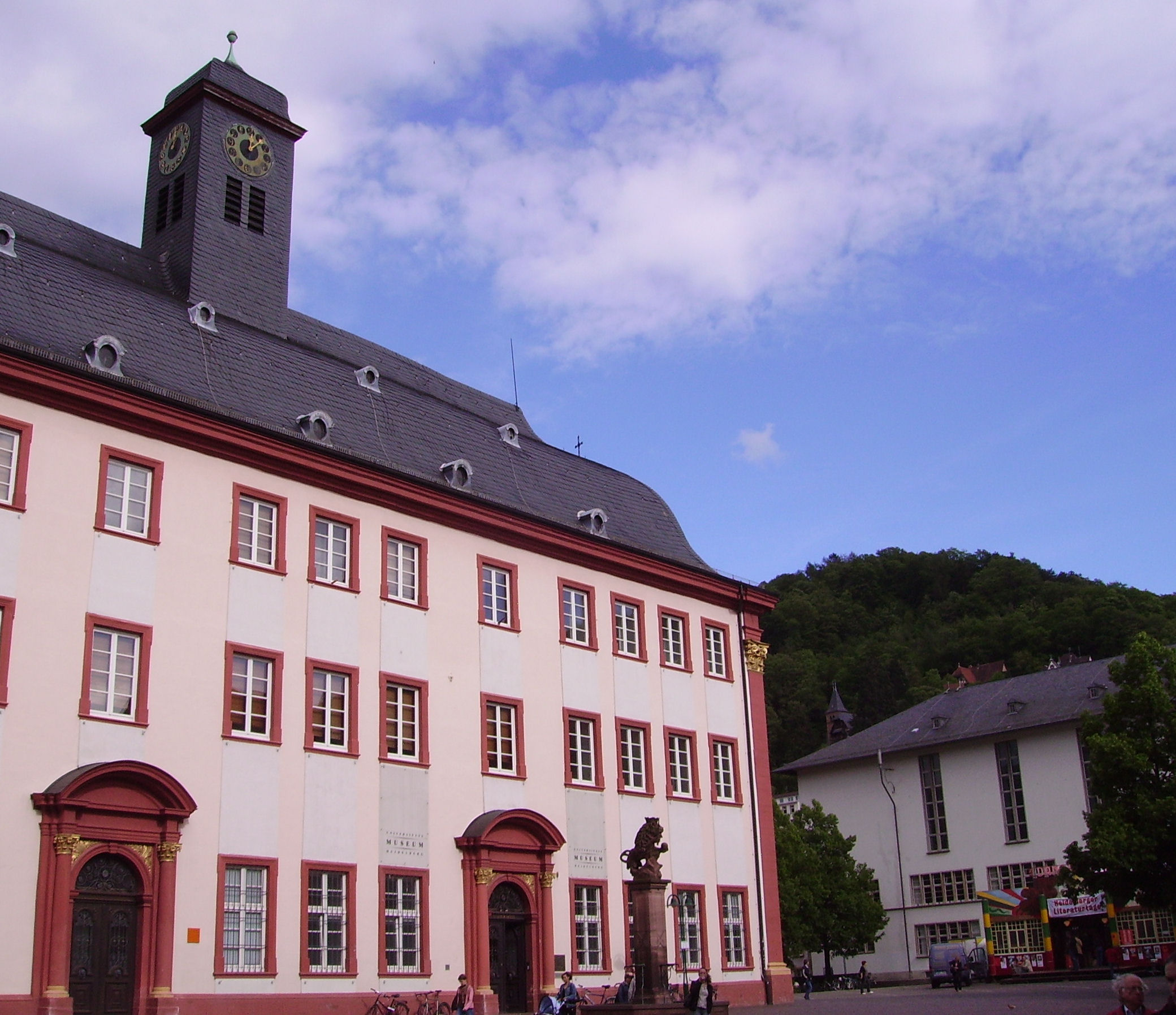
L'université de Heidelberg où Hegel enseigna entre 1816 et 1818.

En 1816, il accepte la chaire de l'université de Heidelberg. Il est le premier philosophe à l'occuper depuis le refus de Spinoza en 1673. Dans son discours inaugural, il se félicite des premiers pas de l'unité allemande via la formation de la Confédération germanique, ce qui lui donne l'espoir que la « science pure et le monde libre rationnel de l'esprit » pourra se développer à côté du réel de la vie politique et quotidienne.
Il publie en 1817 l'Encyclopédie des sciences philosophiques comme le manuel destiné à l'enseignement de son système de la philosophie (il en donnera deux autres éditions en 1827 et 1830).
Il participe à la rédaction des Heidelbergischen Jahrbücher der Litteratur (Annales littéraires de Heidelberg), une revue dirigée par les professeurs de l'université et consacrée à l'ensemble des disciplines académiques. Hegel suscite en 1817 une polémique avec sa recension d'un livre portant sur la nouvelle constitution du royaume de Wurtemberg. Il défend cette constitution contre les partisans des anciennes coutumes au nom du combat rationnel contre les privilèges menée par la Révolution.
Hegel fait la connaissance des marchands d'art Sulpiz et Melchior Boisserée, qui exposent depuis 1810 une célèbre collection de peintures anciennes. Le juriste Thibaut lui fait découvrir également la musique et Hegel partage un intérêt commun pour la mythologie avec G.F. Creuzer. Il accorde le titre de docteur au poète Jean Paul, et donne son premier cours d'« esthétique » en 1817.
En 1818, le ministre des cultes Altenstein lui propose la chaire de philosophie de l'université de Berlin à la suite de la mort de Fichte.

### Berlin (1818-1831)

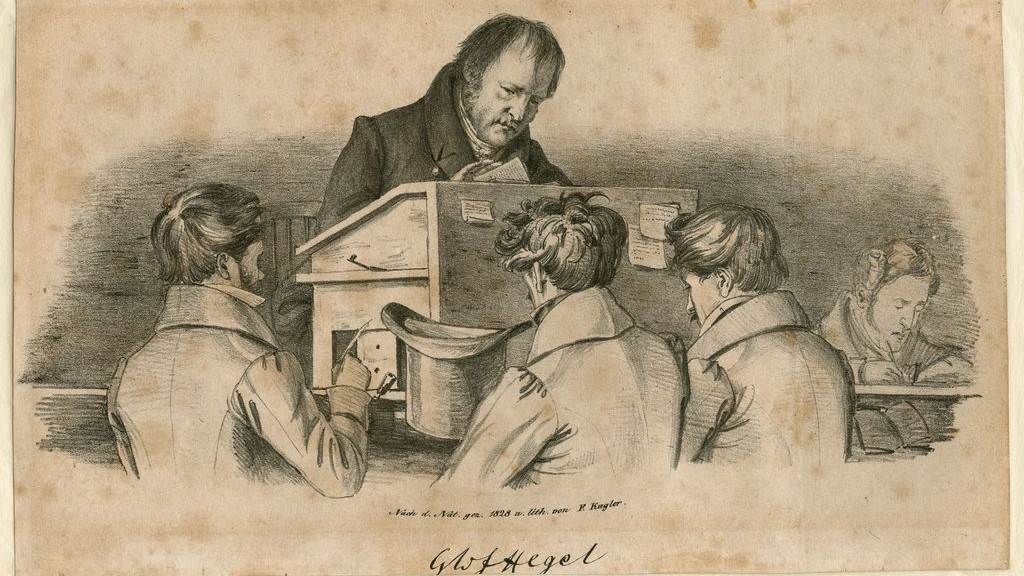
Hegel en chaire à l'université de Berlin.

En 1818, il occupe la chaire de Fichte à Berlin dans l'université nouvellement fondée par Wilhelm von Humboldt qu'il salue comme le « centre de toute éducation et de toute science et vérité » et un « moment essentiel dans la vie de l'État »[réf. incomplète] . S'il n'attirait que peu d'étudiants à Heidelberg, la renommée de la chaire de Fichte à Berlin lui apporte un large public, comprenant juristes, philologues, théologiens et philosophes.
Bien que Hegel ne fût pas partisan de la Prusse [réf. nécessaire], il soutint contre les forces de la restauration la nouvelle politique de réformes alors engagée, qui accordait à l'université son autonomie.
Après les décrets de Carlsbad (1819), cette liberté académique se retrouve remise en cause et la censure s'intensifie. Des élèves de Hegel sont interdits d'enseignement ou emprisonnés car ils sont suspectés de menées démocratiques.

Hegel publie dans ce contexte ses Principes de la philosophie du droit (1821), « véritable succès de librairie » selon J.-L. Vieillard-Baron, qui expose pour la première fois au public cultivé sa pensée politique développée depuis la Révolution. Il y développe sa philosophie pratique et particulièrement sa théorie des rapports de la société civile et de l'État. Lorsqu'il écrit : « ce qui est rationnel est réel, et ce qui est réel est rationnel » cela semble légitimer la situation de fait et témoigner publiquement d'une attitude de servilité à l'égard du pouvoir. On a accusé Hegel de quiétisme. Karl Marx, en particulier, écrira en 1844, dans les Annales franco-allemandes (de), à propos de cet ouvrage : 
« Hegel va presque jusqu'à la servilité. On le voit totalement contaminé par la misérable arrogance du fonctionnarisme prussien, qui, dans son étroit esprit bureaucratique, regarde la confiance en soi-même de l'opinion (subjective) du peuple. Partout ici l'État s'identifie pour Hegel avec le « gouvernement ». »
 L'œuvre suscite en effet la polémique, certains accusant Hegel d'avoir renoncé à ses idéaux de jeunesse, tandis que d'autres considèrent au contraire qu'il s'oppose au conservatisme et au droit divin. Mais dans ses cours, il explique que « la philosophie du droit sait que le domaine du droit ne peut naître que par un développement progressif » et que « seul ce qui est rationnel peut advenir, quand bien même les phénomènes extérieurs singuliers semblent la contredire »[réf. incomplète].
Hegel enseigne son système de philosophie, en développant d'autres parties de son Encyclopédie des sciences philosophiques : non seulement la philosophie du droit, mais également la philosophie de l'histoire, l'esthétique ou philosophie de l'art, la philosophie de la religion ou l'histoire de la philosophie. La célébrité de Hegel s'étend à cette époque. Les étudiants viennent de toutes les facultés et de plusieurs pays européens. Leurs cahiers conservent aujourd'hui le contenu des cours donnés à Berlin. Ils démontrent la qualité d'enseignement de Hegel, et son niveau exemplaire.

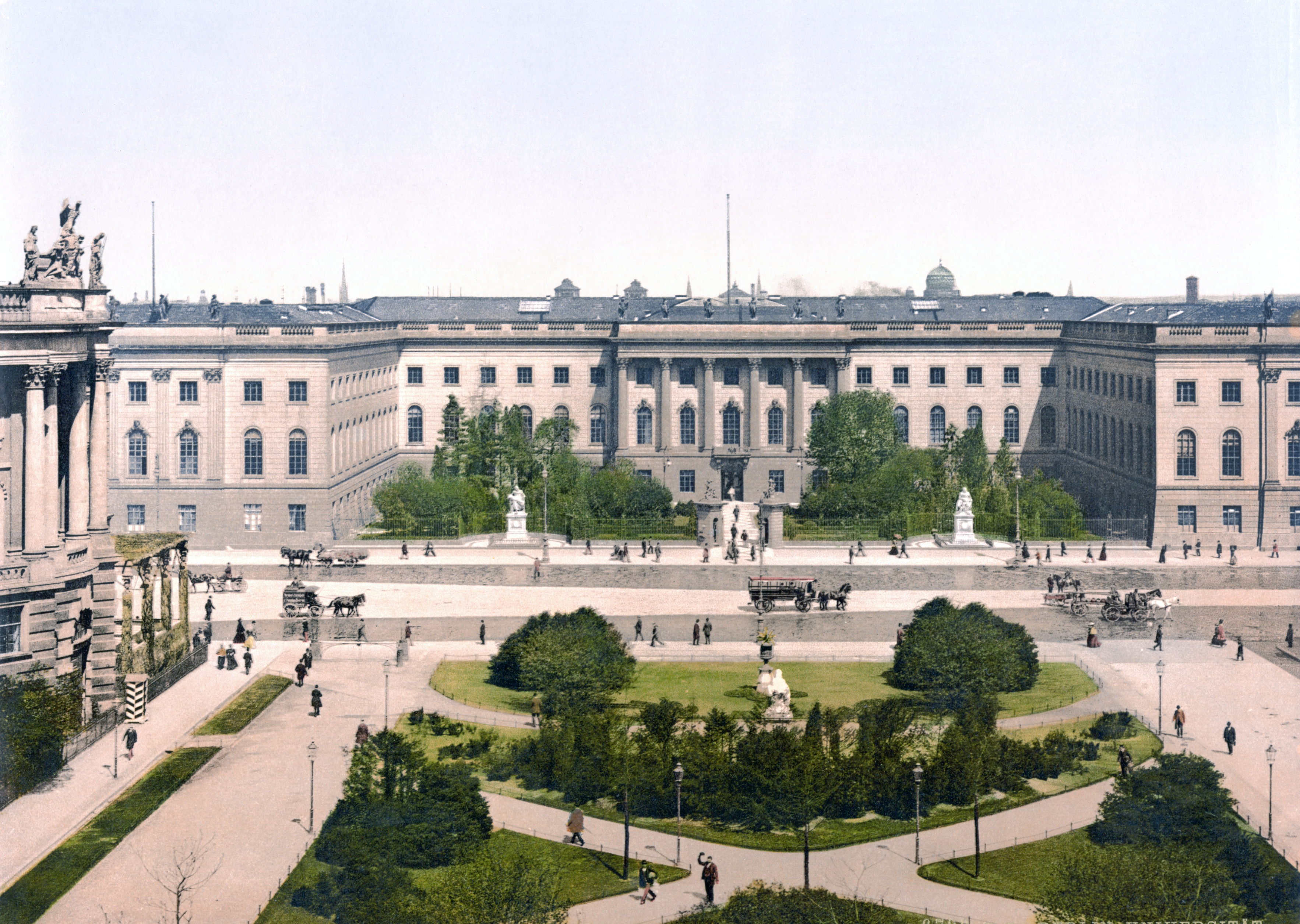
Le bâtiment de l'université de Berlin où enseigna Hegel entre 1818 et 1831 (photographie de 1900).

Pendant ses périodes de vacances ou à des fins d'étude, Hegel entreprend des voyages : en 1819, à l'île de Rügen, à Dresde et en Suisse ; en 1822, aux Pays-Bas (il rencontre le général Carnot alors exilé en passant par Magdeburg) ; en 1824 à Vienne (Autriche) ; en 1827 à Paris; en 1829, à Carlsbad et à Prague en passant par Weimar et Iéna (où il retrouve Goethe). Hegel s'intéresse particulièrement à l'art (« L’art est pour nous quelque chose du passé »). Il est passionnément épris de musique.
C'est sur l'invitation de son disciple français Victor Cousin que Hegel se rend à Paris (qu'il appelle la « capitale du monde civilisé »). Lorsque Cousin est arrêté à Dresde, en 1824, Hegel intervient auprès de la police Saxonne pour qu'il soit libéré. Il fournit également des cahiers concernant ses cours sur la philosophie de l'histoire et l'esthétique dont le philosophe français saura s'inspirer.
Avec son élève Eduard Gans et d'autres professeurs, Hegel fonde en 1826 les Jahrbücher für wissenschaftliche Kritik (Annales de critique scientifique) sur le modèle du Journal des savants. Il rédige lui-même des recensions sur les écrits de Wilhelm von Humboldt (sur la philosophie indienne), de Solger (de) (sur la question de l'ironie) et de Johann Georg Hamann.
En 1829, Hegel devient recteur de l'université de Berlin. Il tient en cette qualité un discours en 1830 pour le trois-centième anniversaire de la confession d'Augsbourg.
En 1830, il polémique avec Eduard Gans et d'autres de ses disciples concernant la signification de la Révolution de Juillet. Hegel semble se ranger alors du côté des conservateurs bien qu'il reconnaisse la nécessité de cette révolution. Il pense que la France en tant que pays catholique possède un degré de conscience politique plus élevé que son degré de conscience religieuse : elle voudrait faire la révolution de l'État sans faire la réforme de l'Église mais retombe de ce fait dans la réaction. S'il ne désapprouvait pas « en principe » la révolution de Juillet, elle lui semblait « très dangereuse, en ce qu'elle ébranlait trop la base sur laquelle repose la liberté », étant lui-même favorable à une monarchie constitutionnelle.
Hegel prend ouvertement parti, en revanche, pour la réforme politique en Angleterre dans un article publié en 1831 (et partiellement censuré) où il dénonce non seulement un système politique fondé sur l'arbitraire et dépourvu de constitution, mais également la violence des propriétaires et l'oppression subie par le peuple.
En 1831, Hegel travaille à une nouvelle édition de la Phénoménologie de l'esprit (dont il ne pourra corriger que la moitié de la préface) lorsqu'une épidémie de choléra décime l'Europe. Hegel meurt de cette maladie (ou bien d'une maladie d'estomac) le 14 novembre 1831 à cinq heures et quart dans son appartement du Kupfergraben à Berlin. Il est enterré deux jours plus tard au cimetière de Dorotheenstadt. Le théologien Philipp Marheineke et le critique Friedrich Förster prononcèrent des discours pour ses obsèques. Hegel fut comparé par ce dernier à un « cèdre du Liban » et à « l'étoile du système solaire de l'esprit mondial ». Jacques D'Hondt interprète cela comme une allusion à la franc-maçonnerie, à laquelle Hegel aurait appartenu comme Fichte, à côté duquel il fut enseveli, suivant ses propres vœux.
Le 25 novembre 1831, un journal de Stuttgart publie les derniers mots du dernier cours prononcé par Hegel (sur la philosophie du droit) : « rendre le monde extérieur partout conforme au concept de la liberté une fois reconnu, telle est la tâche des temps nouveaux. »

## Philosophie

### Principes
La philosophie de Georg Hegel est une philosophie systématique et encyclopédique qui se développe à partir de l'idée logique. Son déploiement dialectique constitue la réalité et son devenir, et son retour à soi dans la forme de la pensée, la seule qui soit vraiment adéquate à son contenu. Cette dialectique a pu être considérée comme une théologie de l'histoire, mais elle a également donné lieu à de nombreuses interprétations contradictoires du fait de sa difficulté.

#### La philosophie et le sens commun
Hegel s'est expliqué lui-même sur cette difficulté, par exemple dans l'Introduction à l'Encyclopédie des sciences philosophiques[réf. à confirmer]. Le sens commun ne peut pas trouver dans la philosophie ce qu'il en attend, car la philosophie est en soi un dépassement de ce sens commun et de ses fausses évidences. C'est que la philosophie, comme science, ne se contente pas de classer diverses représentations du réel. Il ne suffit pas non plus que ces représentations renvoient à des déterminations de pensée, comme celles qu'on trouve dans un droit encore non-philosophique, qui définit le contrat, le vol, la propriété, etc. La philosophie doit montrer comment, selon quelle nécessité rationnelle, l'esprit, en se réfléchissant lui-même, se détermine dans une série de moments nécessaires, où il ne s'aliène pas, puisqu'il demeure le mouvement, la vie, le logos, qui les anime et les engendre de l'intérieur. La pensée qui demeure à la certitude du sensible, de même que la philosophie classique d'entendement, peineront donc à comprendre la philosophie absolue.

#### La dialectique
Cette philosophie est essentiellement déterminée par la notion de dialectique, qui est tout à la fois un concept, un principe d'intelligibilité, et un moyen d'appréhender le mouvement réel qui gouverne les choses du monde.
La pensée hégélienne est donc la compréhension de l'histoire de ce qu'il appelle l'Idée, Idée qui, après s'être extériorisée dans la nature, revient en elle-même en niant cette altérité pour s'intérioriser, s'approfondir et se réaliser dans des formes culturelles (suivant une hiérarchie formelle d'un contenu identique : art, religion et philosophie). D'un point de vue très général, c'est donc une pensée qui veut concilier les opposés qui apparaissent, par la conciliation des philosophies de l'Être et des philosophies du devenir. En effet, avec la dialectique, ces oppositions cessent d'être figées puisque le mouvement d'une chose est d'être posée, puis de passer dans son contraire, et ensuite de réconcilier ces deux états. Ainsi, l'être n'est-il pas le contraire du néant ; l'être passe dans le néant, le néant dans l'être, et le devenir en est le résultat: Le néant, en tant que ce néant immédiat, égal à soi-même, est de même, inversement, la même chose que l'être. La vérité de l'être, ainsi que du néant, est par suite l'unité des deux ; cette unité est le devenir. (La Science de la logique[réf. à confirmer]).
Le concept de « dialectique » est pris en deux sens par Hegel selon que l'on parle « du » dialectique ou de « la » dialectique. Le dialectique désigne un moment intermédiaire entre l'abstrait et le spéculatif, qui correspond en gros au scepticisme (l'art de dissoudre les opinions dans le néant), tandis que la dialectique désigne le mouvement de dissolution du fini lui-même. Hegel distingue en effet trois moments dans la connaissance. Tout d'abord (mais il s'agit d'une priorité logique et non temporelle), la connaissance est abstraite, l'entendement établit l'empirique en objet de connaissance, et à cette fin il en constitue le sujet de prédicats qui ne doivent pas se contredire. Mais (deuxième moment) la raison découvre que les concepts dans lesquels l'entendement croyait pouvoir connaître le concret ont un défaut : ils réifient l'objet de la pensée en le faisant passer pour une chose en soi, ce qu'il n'est pas du tout. « La pensée en tant qu'entendement s'en tient à la déterminité fixe et à son caractère différentiel par rapport à d'autres, et un tel abstrait borné vaut pour elle-même comme subsistant et étant pour lui-même » (Encyclopédie, §14[réf. à confirmer]).
Dès lors, la pensée doit se mettre en quête du véritable concret en commençant par dissoudre cette absolutisation des concepts finis. Ce moment est celui du dialectique proprement dit. Mais le point capital est de comprendre que la dissolution des concepts abstraits n'est pas seulement l'œuvre de notre réflexion, mais est immanente au fini lui-même, ce pourquoi la dialectique est objective (§15). Enfin, la pensée sort du scepticisme en concevant le concret comme totalité des déterminations, moment que Hegel appelle spéculatif. « Spéculatif » est le mot que Hegel emploie le plus souvent pour caractériser sa philosophie. C'est donc proprement une mécompréhension de son œuvre que de la réduire à une dialectique. « La Logique est essentiellement philosophie spéculative » (§17[réf. à confirmer]).
La dialectique est habituellement identifiée au syllogisme et ses trois moments : thèse-antithèse-synthèse ou position, opposition, composition. Cependant à la fin de la Logique, Hegel montre que le moment négatif se divise en deux : opposition extérieure et division intérieure ou médiatisé et médiatisant : « si après tout l'on veut compter, au lieu de la triplicité, on peut prendre la forme abstraite comme une quadruplicité » (souligné par les traducteurs, en particulier dans leur présentation de la doctrine de l'essence, p. XIII). Cela n'empêche pas la pertinence de la division ternaire, omniprésente. En fait on pourrait parler de cinq temps constitués de deux fois trois temps puisqu'il y a bien une synthèse partielle entre les deux moments négatifs : 1) position, 2) opposition extérieure, 3) unité spatiale des opposés, 4) division intérieure de l'unité, 5) enfin compréhension de l'identité temporelle et de lieu de soi dans l'être-autre (totalité sujet-objet).
La dialectique n'est pas une méthode extérieure imposant une forme immuable comme la triplicité, c'est le développement de la réalité, de la chose elle-même. En fait, Hegel dit qu'il ne faut pas « compter » les moments du processus logique (SL,III,383). On présente souvent de façon superficielle la dialectique hégélienne sous la forme thèse-antithèse-synthèse, termes que Hegel n'utilise jamais et qu'il récuse et renvoie à la sophistique, c'est-à-dire à l'art de produire des apparences trompeuses par des moyens pseudo-rationnels.
On peut récuser l'idée qu'il y aurait une doctrine hégélienne, car il s'agit en fait de dégager ce qu'il y a d'intelligible dans la réalité, et non d'en produire une nouvelle interprétation. La philosophie décrit la réalité et la reflète.
Dans le domaine de l'esprit, la dialectique est l'histoire des contradictions de la pensée qu'elle surmonte en passant de l'affirmation à la négation et de cette négation à la négation de la négation. C'est le mot allemand aufheben qui désigne ce mouvement d'aliénation (négation) et de conservation de la chose supprimée (négation de la négation). La négation est toujours partielle. Ce qui est sublimé est alors médié et constitue un moment déterminé intégré au processus dialectique dans sa totalité. Cette conception de la contradiction ne nie pas le principe de contradiction, mais suppose qu'il existe toujours des relations entre les opposés : ce qui exclut doit aussi inclure en tant qu'opposé.
Or, la thèse fondamentale de Hegel est que cette dialectique n'est pas seulement constitutive du devenir de la pensée, mais aussi de la réalité ; être et pensée sont donc identiques. Tout se développe selon lui dans l'unité des contraires, et ce mouvement est la vie du tout. Toutes les réalités se développent donc par ce processus qui est un déploiement de l'Esprit absolu dans la religion, dans l'art, la philosophie et l'histoire. Comprendre ce devenir, c'est le saisir conceptuellement de l'intérieur. Ainsi tout ce qui est rationnel est réel, et tout ce qui est « réellement réel » est rationnel. Pour autant, tout ne peut pas être produit nécessairement par l'Esprit. En effet, Hegel distingue dans le donné ce qui répond à une exigence nécessaire de l'esprit absolu, et ce qui n'est qu'expression contingente de cette nécessité. Napoléon est à la fois l'incarnation d'un moment nécessaire de l'Idée et un individu particulier, privé, dont un simple valet de chambre pourrait raconter l'histoire… mais ce ne serait que l'histoire du point de vue de ce valet, et non l'histoire du point de vue de sa signification en soi et pour soi, l'histoire philosophique. Mais cette compréhension de la réalité ne peut venir qu'une fois les oppositions synthétisées et résolues, et c'est pourquoi la philosophie est la compréhension de l'histoire passée : « la chouette de Minerve ne prend son envol qu'au crépuscule. » Par exemple, Napoléon achève la Révolution française et Hegel le comprend.

#### L'histoire
Hegel développe une théorie de l'histoire universelle. L'histoire trouve sa réalisation objective dans l'État, où l'Idée s'accomplit dans une organisation juridique capable de réaliser la liberté qui est son essence, i.e. : ce qu'elle était déjà en germe. L'État est ainsi l'Idée qui se concrétise dans une société humaine, dans un peuple dont l'Idée est l'esprit, et qui est menée à son terme par le grand homme. C'est l'art, la religion et la philosophie qui réalisent pleinement la liberté : parvenu au savoir absolu, à la liberté du concept, la philosophie reprend en effet la totalité du savoir, i.e. : l'ensemble des moments du processus, et se constitue par ce moyen comme science, comme savoir absolu de l'être.
L'hégélianisme interprète la longue histoire de l'humanité comme ayant un sens : c'est la liberté de l'homme progressant étape par étape.
On voit donc que, pour Hegel, l'histoire s'achève avec son époque : tout ce développement dialectique, réalisé dans l'État, dans l'art, la religion, la philosophie, dans l'ensemble des institutions humaines qui expriment le travail du concept, trouverait sa vérité et son accomplissement à l'époque de Hegel. Cette volonté de clôture de l'histoire a engendré des critiques, en particulier pour Karl Marx, qui y voyait plutôt l'accomplissement de l'État bourgeois.[réf. nécessaire]

#### Le système
Étant donné cette dialectique de la totalité, c'est-à-dire le fait que la philosophie comprend la totalité du réel, Hegel reprend en un système le savoir de son temps, système où tous les concepts sont liés dans un ensemble organique. L'œuvre capitale de Hegel est de ce point de vue l'Encyclopédie des sciences philosophiques, dont le plan est l'architecture du système de la philosophie. Il est composé de trois parties :
- La Science de la logique, science de l'idée en soi et pour soi dans l'élément abstrait de la pensée ;
- la philosophie de la nature, science de l'Idée dans ce qui constitue son devenir autre ;
- la Philosophie de l'esprit, science de l'Idée retournant à soi.

La Phénoménologie de l'esprit est une première présentation du même système sous une forme introductive (du point de vue de la conscience et non du point de vue de l'idée).
Puisque tous les aspects de la réalité sont selon Hegel l'expression d'un mouvement dialectique, on ne doit pas séparer les domaines d'études : l'ensemble des chapitres de cet article n'est pas un découpage qui appartient à la pensée de Hegel, mais une présentation successive de quelques aspects que l'on doit comprendre ensemble : histoire, morale, droit, art, religion, philosophie.

#### La philosophie
Hegel définit la philosophie comme science qui rend compte d'elle-même, du sujet qui l'énonce, du processus historique où il prend place et, finalement, de l'unité sujet-objet autant que de leur division. Pour les matérialistes, il n'y a pas de projet transformateur de l'homme dans la philosophie hégélienne, elle ne se fait que par constats. Mais du point de vue idéaliste, la véritable transformation et la potentialité révolutionnaire consiste dans le travail sur les représentations humaines qu'opère la philosophie alors même qu'elle se présente comme une science du réel. Lorsque Hegel dit : « tout ce qui est réel est rationnel », il veut dire : « tout ce qui est réel doit être rationnel » (comme il l'a dit en privé à son étudiant le poète Heinrich Heine). Il y a une dimension normative de la raison théorique. La philosophie encyclopédique participe encore chez Hegel du projet d'émancipation des Lumières propre au mouvement encyclopédique français.
Si on peut dire que chez Hegel la philosophie a une fin, ce n'est pas une fin qu'il lui attribue, mais qu'il constate à travers l'Histoire: c'est-à-dire la conscience de soi, mais de soi comme communauté historique (politique et religieuse) d'individus actifs qui transforment le monde, progrès dans la conscience de la liberté (c'est-à-dire progrès dans la connaissance de soi, tout comme dans la liberté de conscience ainsi que dans le droit et dans l'État comme liberté objective). C'est une philosophie de l'histoire, de l'action et d'une liberté en progrès avec ses contradictions, sa négativité, sa dialectique : passage de l'histoire subie à l'histoire conçue où la Phénoménologie de l'esprit s'achève après être passée de la conscience de soi à la conscience morale puis à la conscience politique et religieuse dans leur historicité.

## LaPhénoménologie de l'Esprit

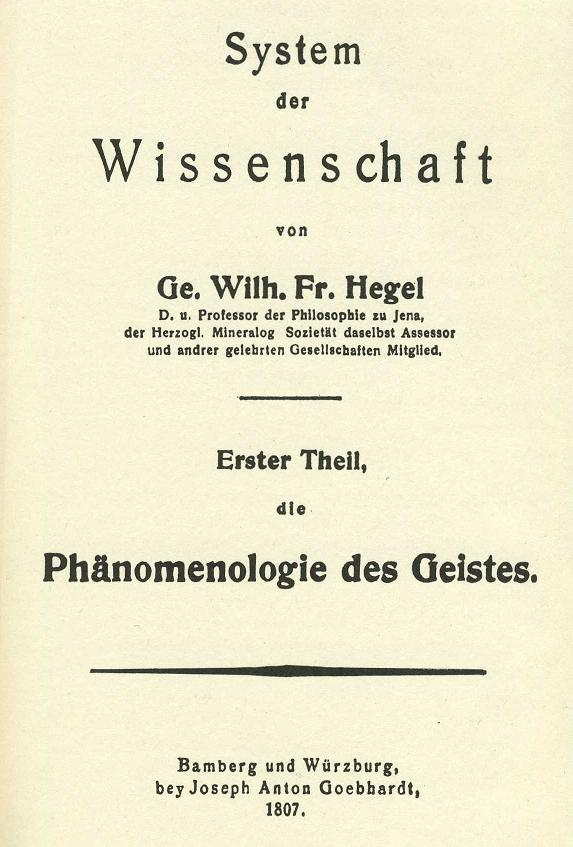
Page de titre de l'Édition originale de la Phénoménologie de l'esprit (1807).

La phénoménologie est la « science de l'expérience de la conscience ». Elle introduit à un Système de la science à paraître dont elle constitue la première partie, lorsqu'elle est publiée par Hegel en 1807. Le système sera publié plus tard avec La Science de la Logique puis complètement avec l'Encyclopédie des sciences philosophiques.
La phénoménologie décrit l'évolution progressive et dialectique de la conscience vers la science (i.e. par le jeu des négations successives, la conscience commençant par nier ce qui se manifeste immédiatement à elle), depuis la première opposition immédiate entre elle et l'objet, puis la conscience de soi, la raison, l'esprit, la religion, jusqu'au savoir absolu dans lequel « le concept correspond à l'objet et l'objet au concept ». Ce dernier savoir est selon Hegel savoir de l'être dans sa totalité, intériorisation de l'objet, ou identité de l'objet de la pensée et de l'activité de connaissance dont le résultat est l'objet lui-même.
La phénoménologie commence donc par la description de la conscience en général, comme opposée à un objet. Mais cette description adopte aussi le point de vue de la conscience telle qu'elle s'apparaît à elle-même. Un moment de la dialectique de la conscience peut donc être vrai pour la conscience elle-même, et faux pour celui qui rassemble la totalité des moments en une seule totalité. Ou, autrement dit, toute conscience commence par l'erreur, et est dans l'erreur, mais se hisse à la vérité dans la totalité de son histoire. Cette histoire est une suite de prises de conscience (expériences vécues) et de créations actives (transformation du réel).
Le but de la phénoménologie est donc de décrire en totalité l'essence intégrale de l'homme, i.e. : ses possibilités cognitives et affectives. C'est en ce sens une anthropologie, bien que dans l'ensemble de son système, Hegel considère la phénoménologie de la conscience au sein de la totalité de l'histoire de l'esprit, donc au-delà de l'être humain.
La phénoménologie est divisée en huit chapitres. Les chapitres I à V se regroupent en trois parties : la conscience, la conscience de soi, et la raison qui est la conscience intégrale unissant les deux premiers. Le chapitre VI est consacré à l'esprit, le chapitre VII à la religion et le chapitre VIII au savoir absolu.

## Système de la philosophie
Hegel a publié son système sous plusieurs formes : 
- La Science de la logique dite « Grande Logique » expose la partie logique en trois volumes (1812-1816)
- L'Encyclopédie des sciences philosophiques est la présentation totale du système (logique, philosophie de la nature, philosophie de l'esprit) publiée en abrégé comme manuel de cours (1817, 1827 puis 1830)
- Les cours (publiés de façon posthumes) développent les parties du système de façon cyclique tout au long de la carrière académique de Hegel entre 1801 et 1831 (voir bibliographie). Lors de chaque semestre d'enseignement, Hegel donne deux séries de cours.

### Science de la Logique

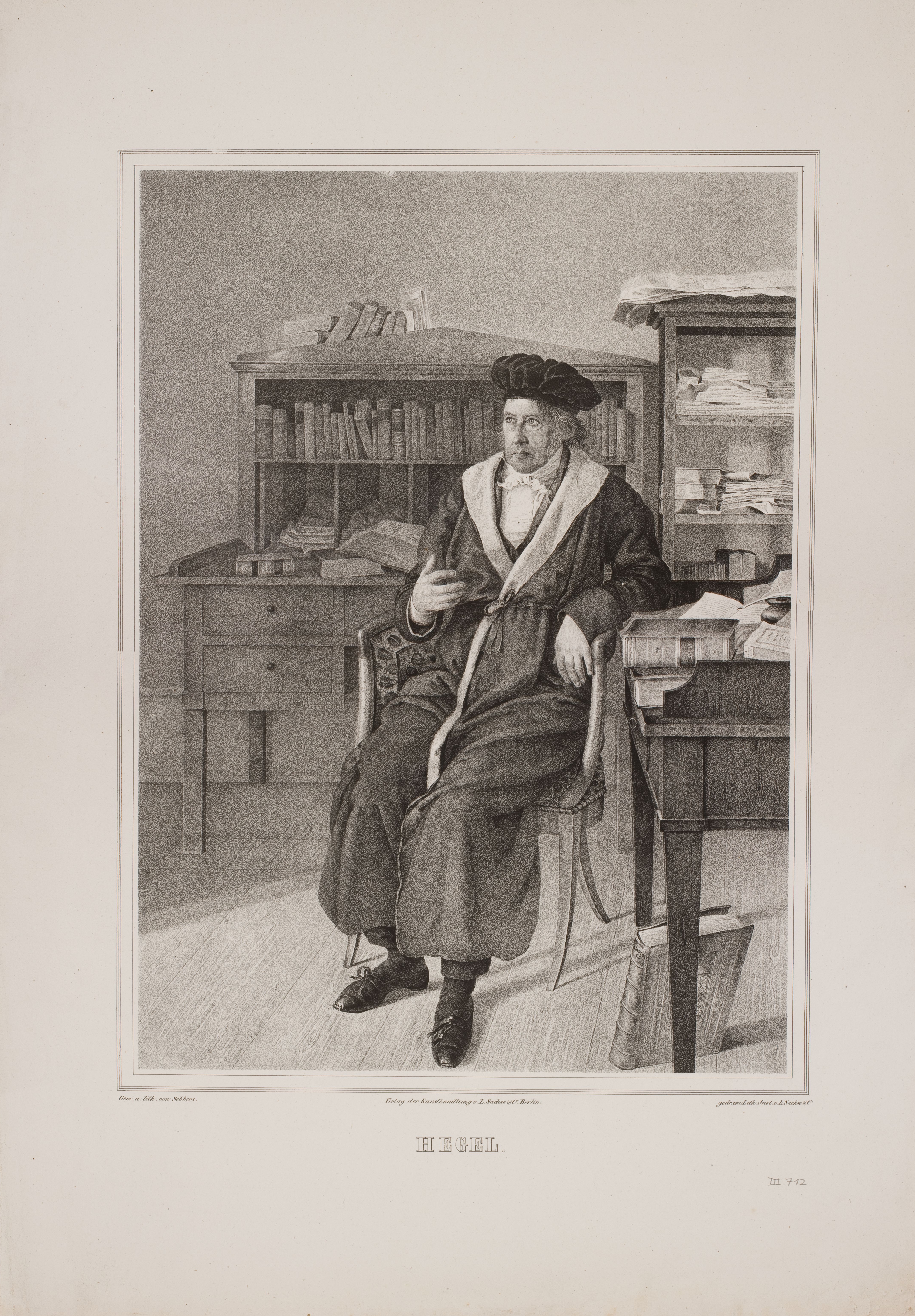
Hegel dans sa chambre de travail, lithographie dédiée à Goethe, en 1828, avec une citation de La Science de la logique : La véritable réfutation doit aller à la force de l'adversaire et se positionner dans l'entourage de sa force, l'attaquer en dehors d'elle et conserver là un droit, la chose ne l'exige pas.

La logique est la première partie du système de la philosophie. Elle est exposée sous trois formes différentes, mais le contenu plus ou moins développé ne varie pas:
- La Science de la logique (dite « Grande Logique »)
- Première partie de l'Encyclopédie des sciences philosophiques (dite « Petite Logique »).
- Le cours sur Logique et métaphysique que Hegel a fait à Iéna puis à Berlin.

La logique est « la science de l'Idée pure, c'est-à-dire de l'Idée dans l'élément abstrait de la pensée ». La logique se divise en trois moments : 
- L'être : « L'être pur constitue le commencement, parce qu'il est aussi bien pensée pure que l'immédiat simple ; mais le premier commencement ne peut rien être de déterminé et de davantage déterminé. La définition véritablement première de l'absolu est par suite qu'il est l'être pur »[63] ;
- L'essence ;
- Le concept : « Le concept est ce qui est libre, en tant qu'il est la pure négativité de la réflexion de l'essence en elle-même ou la puissance de la substance, — et, en tant qu'il est la totalité de cette négativité, ce qui est en et pour soi déterminé »[64].

### Philosophie de la nature
La philosophie de la nature est la deuxième partie du système de la philosophie. C'est aussi la partie la plus controversée au point de vue scientifique. Elle est publiée sous deux formes : 
- Deuxième partie de l' Encyclopédie des sciences philosophiques ;
- Le cours sur la Philosophie de la nature que Hegel a fait à Berlin.

La philosophie de la nature se divise en trois parties :
- Mécanique ;
- Physique ;
- Organique.

### Philosophie de l'esprit
La philosophie de l'esprit est la troisième partie du système de la philosophie. Elle est publiée sous trois formes : 
- Troisième partie de l'Encyclopédie des sciences philosophiques.
- Les Principes de la philosophie du droit qui développe la partie consacrée à l'esprit objectif.
- Les cours faits par Hegel sur l'anthropologie, le droit naturel, la philosophie de l'histoire, l'esthétique, la philosophie de la religion, l'histoire de la philosophie.

La philosophie de l'esprit se divise en trois moments : 
- Esprit subjectif (anthropologie, phénoménologie, psychologie)
- Esprit objectif (droit, moralité, éthicité)
- Esprit absolu (art, religion, philosophie)

#### Esprit subjectif
La philosophie de l'esprit subjectif se divise en trois parties dans l'Encyclopédie :
- Anthropologie
- Phénoménologie
- Psychologie

Le cycle de cours correspondant est intitulé Anthropologie et Psychologie.
L'anthropologie est l'étude de l'âme, c'est-à-dire de l'esprit en tant qu'il ne s'est pas encore élevé à la conscience. L'anthropologie se déploie trois moments :
- L'âme naturelle ;
- L'âme qui éprouve des sentiments ;
- L'âme effective.

La phénoménologie trouve ici une place. Il importe de distinguer deux « phénoménologies de l'esprit », de même qu'il existe deux « logiques » (voir à ce sujet La Science de la logique). La première « phénoménologie » est la Phénoménologie de l'esprit publiée en 1807. La seconde est un chapitre de l'Encyclopédie des sciences philosophiques.
La différence entre les deux textes n'est pas absolue, car la « petite » phénoménologie de l'esprit reprend le plan d'une partie de la « grande ». Mais elle en ôte aussi une part importante. Ainsi, si les trois moments que sont la conscience, la conscience de soi et la raison sont conservés, toute la partie qui concerne l'esprit (esprit, religion et savoir absolu) a disparu (elle est développée dans les chapitres sur l'esprit objectif et sur l'esprit absolu).
La psychologie est l'étude de l'esprit.
Elle traverse les étapes suivantes :
- L'esprit théorique ;
- L'esprit pratique ;
- L'esprit libre.

#### Esprit objectif
La sphère de l'esprit objectif est le domaine du droit, de la morale, de la politique et de l'histoire. Hegel a traité à diverses reprises de ces parties de la philosophie y compris dans les écrits de jeunesse. Dans le système de la maturité, il en traite :
- Dans le chapitre « Esprit objectif » de l'Encyclopédie des sciences philosophiques ;
- Dans les Principes de la philosophie du droit ;
- Dans le cycle de cours correspondant sur Droit naturel et science de l'État ;
- Dans les cours sur la philosophie de l'histoire qui sont un développement de la philosophie du droit.

##### Philosophie du droit

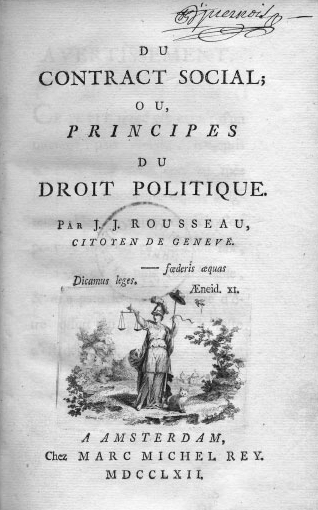
Hegel possédait l'édition originale du Contrat social de Rousseau (1762).

Les trois moments de l'esprit objectif ou de la philosophie du droit sont : 
- Le droit abstrait ;
- La moralité ;
- La vie éthique ou éthicité.

Le droit abstrait se divise en :
1. La propriété ;
2. Le contrat ;
3. Le Déni du Droit.

La moralité se divise en :
1. Le propos et la responsabilité morale ;
2. l'intention et le bien-être (ou bien propre) ;
3. Le Bien et la conscience morale.

La vie éthique se divise en :
1. La famille ;
2. La société civile : travail et production ;
3. L'État ;
  - Le droit étatique interne ;
  - Le droit étatique externe.

Ici, les différentes étapes de la Sittlichkeit ou vie éthique. Par exemple : l'individu, quand il naît et jusqu'à son adolescence, est dans le moment de la famille. Il ne se différencie pas de sa famille, son univers est clos. À partir de l'adolescence, le jeune homme devient contestataire vis-à-vis de sa famille et entre dans la société civile, c'est le deuxième moment constitutif de la négation du premier moment ou de sa différenciation vis-à-vis de la famille. Enfin, à partir du moment où le jeune homme se réconcilie avec le monde, et cesse d'être dans la différenciation, mais peut s'appuyer sur le monde pour s'affirmer, tout en reconnaissant autrui aussi bien que lui-même, ou alors quand il peut gérer par lui-même ses propres différences, c'est le moment de la réconciliation, le troisième moment, celui de la citoyenneté, dans l'État.

##### Philosophie de l'histoire

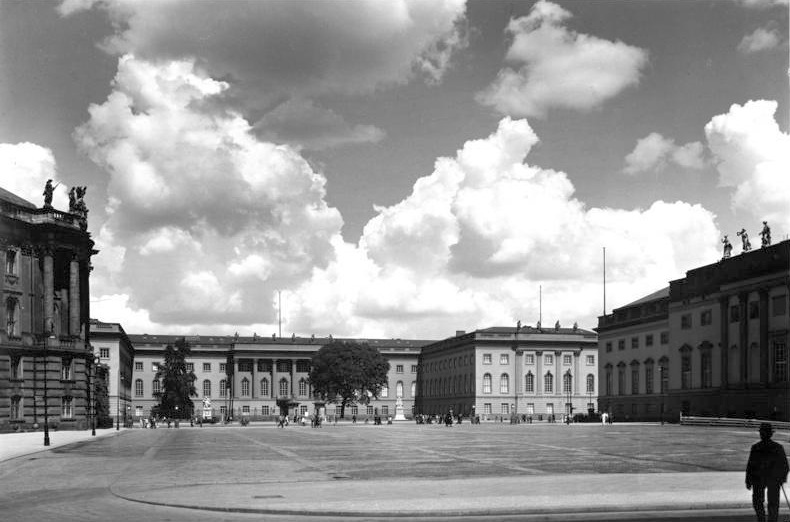
Le bâtiment de l'université de Berlin en 1938.

L'histoire du monde constitue le troisième et dernier moment dans la théorie hégélienne de l'État des Principes de la philosophie du droit (§§ 341-360). Hegel développe par ailleurs ce point de façon autonome et détaillée dans ses cours sur la philosophie de l'histoire.
L'histoire du monde prend la forme d'un « tribunal » où les sociétés et les peuples particuliers comparaissent dans le mouvement général de « l'esprit » qui se réalise et prend connaissance de soi.
Le processus historique n'est pas déterminé par un « destin aveugle », mais l'histoire est la réalisation progressive du concept de liberté, soit « le développement nécessaire des moments de la raison » sous la forme de la « conscience de soi » (§ 342). L'idée est que la raison gouverne le monde.
Les États, les peuples particuliers et les individus sont des instruments ou des organes de « l'esprit du monde » (Weltgeist). Le principe est qu'un peuple domine ainsi à chaque période qui obtient son « droit absolu » du fait qu'il accomplit un stade dans le développement de la conscience de soi de l'Humanité ; les autres peuples alors ne comptent pas du point de vue de l'histoire.
Des individus (les « grands hommes ») sont à la pointe des actions historiques; ils ne trouvent pas nécessairement le bonheur ni la reconnaissance de la part de leurs contemporains (§ 348).
L'État est une image et forme de réalisation de la raison, mais la conscience de soi se retrouve plus librement dans la « religion » et surtout dans la « science » (§ 360). Les peuples ne se donnent pas spontanément la forme d'un État avec des lois : le passage de la famille, horde, multitude à l'État est le passage à la réalisation de l'idée. Les « héros » sont conduits à fonder des États (§ 350). Les « nations civilisées » traitent comme « barbares » les nations qui leur sont inférieures au point de vue de la conscience du droit et de la réalisation de l'État (§ 351).
Hegel distingue quatre étapes dans le mouvement de libération de l'esprit du monde qui correspondent à quatre empires historiques (§§ 352-358) : 
1. Le monde oriental : régime patriarcal et gouvernement théocratique, où l'individu n'a pas de droit, où les coutumes ne se distinguent pas des lois ;
2. Le monde grec : apparition du principe de l'individualité, mais les peuples restent particuliers et la liberté suppose l'esclavage ;
3. Le monde romain : séparation entre l'universel et la conscience de soi personnelle et privée, mais opposition de l'aristocratie et de la démocratie, les droits restent formels, l'universel est abstrait ;
4. Le monde germanique : perte du monde, l'esprit est refoulé en lui-même, mais réconciliation à l'intérieur de la conscience de soi de la vérité et de la liberté, un royaume intellectuel s'oppose au royaume temporel.

Excluant le continent africain de la totalité historique, l'oeuvre de Hegel est considérée comme une des principales sources européennes des stéréotypes sur l'histoire de l'Afrique.

#### Esprit absolu

##### Philosophie de l'art
L'art exprime l'Idée sous une forme sensible, c'est l'absolu donné à l'intuition : le Beau est la manifestation sensible de l'Idée, mais sans en être une forme achevée.
L'art est une objectivation de la conscience par laquelle elle se manifeste à elle-même. Il constitue donc un moment important de son histoire. La réflexion sur l'art implique la fin de l'art, au sens où cette fin est un dépassement de l'élément sensible vers la pensée pure et libre. Ce dépassement doit se réaliser dans la religion et la philosophie. Pour Hegel la plus mauvaise des productions de l'homme sera toujours supérieure au plus beau des paysages, car l'œuvre d'art est le moyen privilégié par lequel l'esprit humain se réalise.
L'histoire de l'art se divise en trois, suivant la forme et le contenu de l'art :
- art symbolique, oriental, baroque, où la forme excède le contenu ;
- art classique, grec, classique, qui est l'équilibre de la forme et du contenu ;
- art romantique, chrétien, romantique, où le contenu absorbe la forme.

Hegel estime que notre attitude à l'égard des créations de l'art est désormais plus froide et réfléchie ; au XIXe siècle, l'art satisfait moins des besoins spirituels qu'auparavant : « l'art est pour nous quelque chose du passé ».

##### Philosophie de la religion

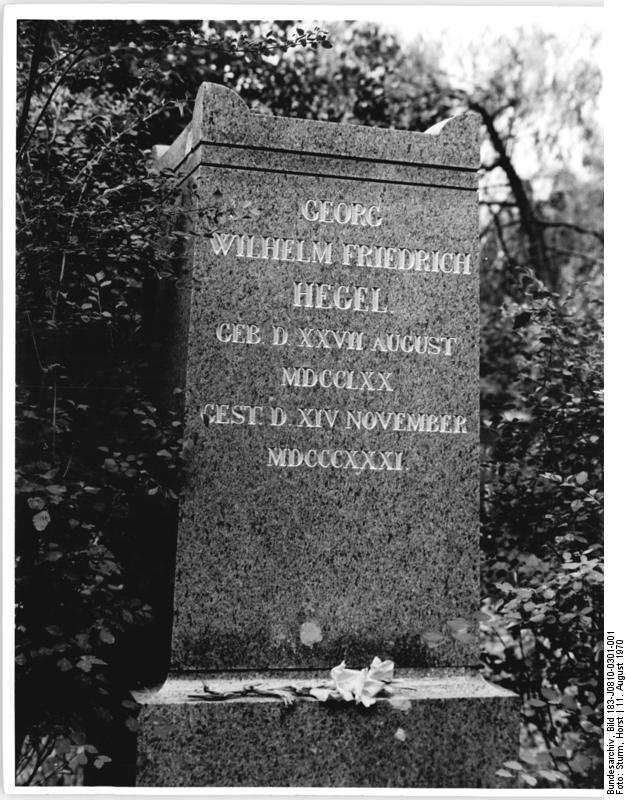
Tombe de Hegel au cimetière de Dorotheenstadt de Berlin (en 1970.)

Dans la Phénoménologie de l'Esprit, la religion se divise en trois moments : 
- La religion de la nature (orientale) ;
- La religion de l'art (grecque) ;
- La religion révélée (chrétienne).

Dans l'Encyclopédie, la religion forme le deuxième moment de l'esprit absolu et se divise également en trois moments : 
- La religion de la nature (orientale) ;
- La religion de l'individualité abstraite (grecque et juive) ;
- La religion absolue (chrétienne).

##### La philosophie
- Dans la Phénoménologie de l'esprit, le terme après la religion est le savoir absolu.
- Dans l'Encyclopédie, le troisième et dernier moment de l'esprit absolu est la philosophie.
- Dans ses cours, Hegel développe la partie concernant la philosophie sous la forme d'une histoire de la philosophie.

###### Savoir absolu
Le savoir absolu ne décrit pas la totalité du réel, ce qui serait délirant malgré ce que Kojève a pu laisser croire[réf. nécessaire], c'est un savoir sur le savoir, la conscience de soi du savoir comme savoir d'un sujet. C'est l'unité du subjectif et de l'objectif, passage à la logique qui est bien une vérité définitive, un savoir absolu bien que formel et sans contenu encore. On peut même dire que la conscience du caractère subjectif du savoir est aussi le savoir de l'insuffisance du savoir (rejoignant l'ignorance docte), savoir du négatif et savoir qu'on ne peut dépasser son temps !
En effet, la philosophie, pour Hegel, doit être scientifique ; elle doit donc être nécessaire et circulaire. L'absolu est circulaire, cela signifie que le système revient à son point de départ ; mais la différence avec les sciences, c'est que la philosophie rend compte du sujet qui l'énonce et de son inscription dans une histoire. Le système encyclopédique des sciences est l'histoire des interactions du sujet avec son objet, qui ne sont jamais données d'avance mais qui se succèdent en s'opposant malgré tout selon une logique dialectique implacable.
Ainsi le savoir absolu succède dans la phénoménologie à la religion et se comprend comme négation de l'être-étranger, de la projection dans un Dieu du sujet qui s'assume comme divisé et comme intériorisation de l'extériorité.

« C'est seulement après avoir abandonné l'espérance de supprimer l'être-étranger d'une façon extérieure que cette conscience se consacre à soi-même. Elle se consacre à son propre monde et à la présence, elle découvre le monde comme sa propriété et a fait ainsi le premier pas pour descendre du monde intellectuel. »

Le savoir absolu est la conscience de soi de l'histoire, passage de l'histoire subie à l'histoire conçue, du passif à l'actif, de l'abstrait au concret.
On trouve le concept de Savoir absolu comme savoir sur le savoir chez Fichte (1802).

###### L'histoire de la philosophie
L'histoire de la philosophie se divise en : 
- Philosophie orientale ;
- Philosophie grecque (de Thalès à Proclus) ;
- Philosophie médiévale (scolastique, arabe et juive) ;
- Philosophie moderne germanique (à partir de Descartes).

## Les Principes de la philosophie du droit
Les Principes de la philosophie du droit, couramment nommé « Philosophie du droit », ont été publiés en 1821. Le texte commence par la présentation d'un sujet singulier doté de volonté et porteur de « droits abstraits ». Toutefois, à la différence d'autres philosophies politiques modernes, telle celle de John Locke, ce sujet n'est pas l'atome de base de la société. En effet, si Hegel part d'un sujet singulier porteur de droit c'est pour mieux démontrer que ce sujet est déterminé par la place « qu'il trouve pour lui-même  dans une structure ou un process social plus large et  en dernier ressort historique ». En conséquence, pour Hegel l'échange contractuel n'est pas vu comme impliquant deux personnes dotées d'une rationalité calculatrice mais plutôt comme un système d'interactions qui doit être vu de façon holiste comme une forme de vie sociale culturellement déterminée. Pour Hegel, dans l'échange, chacun donne à l'autre ce qu'il veut, et par là même se reconnaissent propriétaires, ou, pour parler de façon plus hégélienne, comme porteurs de la valeur inaliénable attaché à la chose. Cette façon d'envisager l'échange aboutit à une conception de la volonté commune différente de celle de Jean-Jacques Rousseau. En effet, alors que chez le philosophe de Genève, la volonté est obtenue malgré les différences entre les différentes volontés, pour Hegel, elle est atteinte grâce à elles.

## Le magnétisme animal
Hegel a travaillé sur Anton Mesmer et le magnétisme animal.

## L'hégélianisme
L'hégélianisme est le courant philosophique qui s'est développé après la mort de Hegel, au XIXe puis au XXe siècle. Il comprend les élèves ou disciples immédiats de Hegel puis ceux qui se sont réclamés de sa pensée.

### AuXIXesiècle
Hegel exerça une profonde influence sur les milieux intellectuels, littéraires, scientifiques, religieux et politiques non seulement en Allemagne mais dans toute l'Europe.

#### Allemagne
L'hégélianisme était presque, dans la première moitié du XIXe siècle, la philosophie officielle de la Prusse. Il était quasiment impossible, à cette époque, d'obtenir une chaire d'université en Prusse sans être hégélien[réf. nécessaire]. Néanmoins, les plus radicaux des hégéliens (les « jeunes hégéliens »), dont Feuerbach ou Marx, furent chassés des postes d'enseignement ou des territoires allemands. Après la mort de Hegel, plusieurs de ses élèves se firent les continuateurs et conservateurs orthodoxes du système, et publièrent certains de ses cours qui n'avaient pas été édités. Schelling fut rappelé par la monarchie prussienne afin de combattre l'hégélianisme dominant. D'autres prirent les chemins d'une critique beaucoup plus radicale ou révolutionnaire qu'ils trouvaient latente dans l'enseignement de Hegel.
En s'inspirant de la division politique du parlement français en droite et gauche, David Strauss a classé les membres de l'école hégélienne.
- Les Hégéliens de droite sont les conservateurs du système de Hegel, qui se faisaient appeler également « vieux hégéliens ». Ils défendent le spiritualisme (Carl Friedrich Göschel, Georg Andreas Gabler, Erdmann, Schaller, Leopold von Henning, Eduard Zeller, Kuno Fischer)
- Au centre se trouvent des disciples de Hegel comme Karl Ludwig Michelet, Philipp Konrad Marheineke, Vatke, Karl Rosenkranz, Heinrich Gustav Hotho.

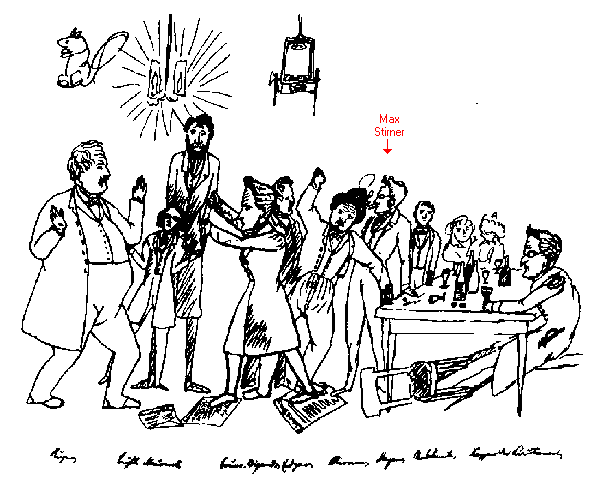
Réunion du groupe Die Freien à Berlin dans les années 1840 avec Max Stirner au centre (esquisse de Friedrich Engels)

- Les Hégéliens de gauche sont libéraux ou progressistes comme Eduard Gans, Friedrich Wilhelm Carové, Heinrich Heine. Les jeunes hégéliens rassemblent de jeunes écrivains comme Ludwig Feuerbach, Max Stirner, Bauer et Karl Marx. Tout en se servant d'une partie de la doctrine de Hegel, ils font la critique de la religion chrétienne et de la politique de l'époque.

La religion constitue en effet la ligne de fracture entre les tenants du théisme, à droite, et de l'athéisme, à gauche. Cette fracture est effective après la publication de La Vie de Jésus de Strauss en 1835.
L'hégélianisme de gauche tend à se détacher de la pensée de Hegel lui-même et se cristallise ensuite dans le marxisme. Devant les attaques qu'il subit après sa mort de la part de la pensée conservatrice, à commencer par Schelling, puis, plus tard, par Büchner, Lange, Dühring, Fechner, etc., Marx entend défendre néanmoins l'héritage de celui que l'on traite comme un « chien crevé ».

#### France
En France, Georg Hegel eut surtout Victor Cousin pour disciple et interlocuteur, lequel fit connaître sa philosophie en la reprenant parfois à son compte (la philosophie de l'histoire) ou en exprimant ses réserves ou son incompréhension (la logique), malgré toute l'admiration et l'amitié qu'il exprimait aussi envers Hegel. Cousin initia les premières traductions de l' Esthétique et de l'Encyclopédie confiées à Charles Magloire Bénard et Augusto Véra. Joseph Willm écrit un Essai sur la philosophie hégélienne en 1836. Étienne Vacherot voit dans Hegel celui qui ouvre la voie de la métaphysique au XIXe siècle.
La philosophie politique ne fut pas traduite, mais trouva néanmoins une forme de réception en dehors du cousinisme, en particulier dans le saint-simonisme et le socialisme français. Karl Marx publie à Paris sa Critique de la philosophie du droit de Hegel (1844). Eugène Lerminier a été auditeur de Hegel à Berlin. Gustave d'Eichthal veut faire le pont entre l'hégélianisme et le positivisme d'Auguste Comte. Émile Beaussire voit Hegel comme un continuateur de Dom Deschamps. Hippolyte Taine fait connaître la philosophie de l'art. Et Jean Jaurès reconnaît, en 1892, Hegel comme précurseur du socialisme.

#### Danemark
Hans Lassen Martensen importa l'hégélianisme au Danemark et fonda un important courant de théologie spéculative, auquel s'opposera Søren Kierkegaard.
Søren Kierkegaard a été fortement influencé par la philosophie de Hegel, qu'il combattra ensuite, notamment dans le Post-scriptum aux Miettes philosophiques.

#### Russie
Michel Bakounine, Vissarion Belinski et Alexandre Herzen ont d'abord adhéré à la philosophie hégélienne avant de la renier. Bakounine retient que l'hégélianisme est une doctrine révolutionnaire, qui consiste dans la négation du présent au profit de l'avenir, toute conciliation n'étant qu'une manœuvre pour entraver la dialectique de l'histoire. Herzen dit avant 1848 que la philosophie de Hegel est « l'algèbre de la révolution ».

#### Grande-Bretagne
Un livre de James Hutchison Stirling The Secret of Hegel (1865) marque le début du néo-hégélianisme anglais qui est en même temps un néo-kantisme et un spiritualisme proche de la droite hégélienne. Thomas Hill Green introduit l'hégélianisme à l'université d'Oxford. Francis Herbert Bradley et Bernard Bosanquet sont les principales figures de cette nouvelle forme d'idéalisme.

#### Italie
Toujours au XIXe siècle, en Italie, une vigoureuse école hégélienne s'est implantée, principalement à Naples avec Augusto Vera (qui traduisit également en français les œuvres de Hegel) et les frères Bertrando et Silvio Spaventa, école liée au mouvement national et libéral italien. Benedetto Croce est le neveu de Spaventa; il voit dans la méthode dialectique l'essentiel de la philosophie hégélienne.

### AuXXesiècle

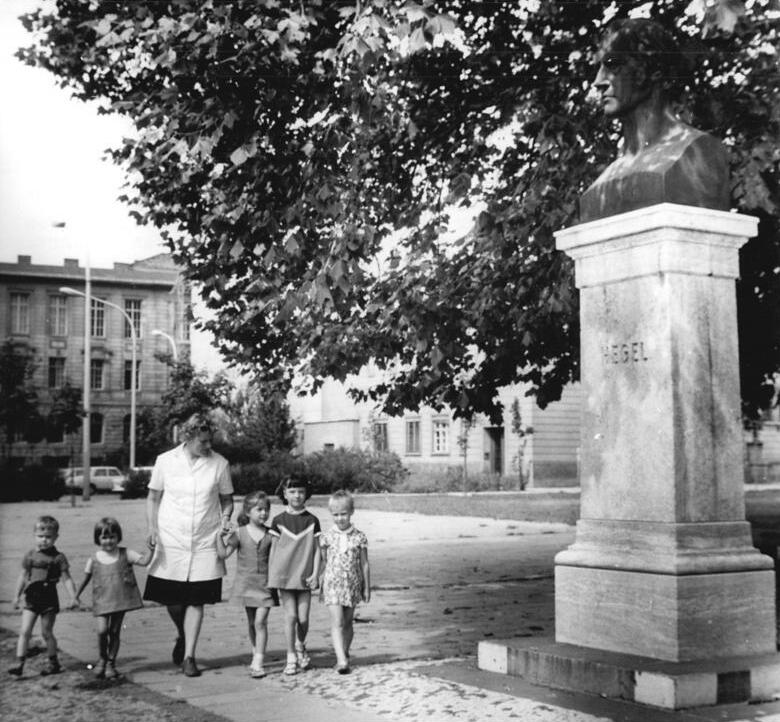
Monument Hegel, à Berlin-Est, près de l'université. Photo prise en 1970, l'année du bicentenaire, à l'occasion du congrès Hegel international. Hegel est alors considéré comme un précurseur de Marx et Engels.

Hegel a connu une très importante réception dans la philosophie du XXe siècle, en particulier dans la philosophie française grâce aux célèbres leçons données par Alexandre Koyré et surtout par Alexandre Kojève à l'École pratique des hautes études, à Paris, dans les années 1930.
Jean Hyppolite est ensuite devenu le principal représentant de l'hégélianisme en France initiant aussi bien Bernard Bourgeois et Jacques D'Hondt que Jacques Lacan, Michel Foucault, Jacques Derrida et Alain Badiou.
L'hégélianisme couplé à d'autres influences (Kierkegaard, Husserl et Marx) est à l'origine des trois grands courants philosophiques dominants à cette époque : l'existentialisme, la phénoménologie et le marxisme. Maurice Merleau-Ponty écrit en 1946 : « Hegel est à l'origine de tout ce qui s'est fait de grand en philosophie depuis un siècle ».
En 1915, Lénine écrit que l'on ne peut comprendre Karl Marx sans avoir étudié à fond et compris la Logique de Hegel.
Georg Lukacs et l'École de Francfort (Marcuse et Adorno) entreprennent une relecture de Hegel à la lumière du matérialisme historique pour critiquer les interprétations fascisantes dans les sociétés libérales [réf. nécessaire].
Otto Pöggeler fonde en 1958 le Hegel-Archiv (Archives Hegel), rattaché à l'université de Bochum, qui est officiellement chargé de l'édition critique des œuvres de Hegel et de la revue Hegel-Studien.
En 1962, Gadamer fonde l' Internationale Hegel-Vereinigung (Association Hegel internationale) pour l'interprétation et la discussion de l'œuvre de Hegel dans la tradition de l'herméneutique. Celle-ci est aujourd'hui présidée par Axel Honneth, qui s'est fondé sur une lecture libre de la « dialectique du maître et de l'esclave », l'interprétant à la lumière de la sociologie, pour fonder une théorie de la reconnaissance. Celle-ci a renouvelé le champ contemporain de la philosophie politique.
En 1969, Jacques D'Hondt réalise le projet d'Hyppolite d'associer hégélianisme et marxisme, en fondant le Centre de recherche et de documentation sur Hegel et sur Marx à Poitiers, qui devient par la suite le CRHIA, dirigé en 2008 par Bernard Mabille.
Après la chute du mur de Berlin, en 1990, en s'inspirant explicitement de Kojève, le néo-conservateur américain Francis Fukuyama a décrit dans La Fin de l'histoire et le Dernier Homme (1992) la nouvelle période comme celle de la « fin de l'histoire », faisant de la démocratie libérale l'idéal indépassable et triomphant de nos temps. Cette thèse est sévèrement critiquée, certains dénonçant un contre-sens absolu sur ce concept (Franck Fischbach, Bernard Bourgeois). Derrida se moque alors gentiment « du type « lecteurs-consommateurs de Fukuyama » ou du type « Fukuyama » lui-même », rappelant dans Spectres de Marx (1993) que « les thèmes eschatologiques de la « fin de l'histoire », de la « fin du marxisme », de la « fin de la philosophie », des « fins de l'homme », du « dernier homme », etc., étaient, dans les années 1950, il y a 40 ans, notre pain quotidien » ; « Cet ouvrage, écrit-il encore, ressemble souvent, il est vrai, au sous-produit consternant et tardif d'une « footnote » : Nota bene pour un certain Kojève qui méritait mieux. » L'hégélianisme tend alors à se détacher un peu partout du marxisme [réf. nécessaire].
L'hégélianisme trouve place également aujourd'hui au sein de la philosophie analytique bien que ce courant de la philosophie se soit d'abord constitué, en Grande-Bretagne, avec Bertrand Russell, en réaction à l'idéalisme hégélianisant de Francis Herbert Bradley.
Dieter Henrich (de) réunit au congrès Hegel de Stuttgart, en 1975, des représentants de la philosophie analytique tels que Donald Davidson, Michael Dummett, Hilary Putnam ou Willard Van Orman Quine. Récemment, deux philosophes américains éminents, John McDowell et Robert Brandom ont montré l'importance de Hegel pour leur travail.

## Critiques

### Arthur Schopenhauer
Le ressort fondamental de la critique schopenhauerienne de Hegel réside notamment dans un désaccord sur la nature de la raison et sur le refus argumenté d'en faire le substitut nouveau d'un Dieu, définitivement exclu de toute conception métaphysique de l'essence intime de l'être et du Monde. Schopenhauer détestait Hegel, comme en témoignent ces quelques lignes issues de Contre la philosophie universitaire (1851) : 
« Avant tout, l'éloge d'un homme aussi dénué de valeur et aussi dangereux que Hegel, qu'on vient nous donner comme le premier philosophe de ce temps-ci et de tous les temps, a été certainement, pendant les trente dernières années, la cause de l'entière dégradation de la philosophie et, par conséquent, du déclin de la haute littérature en général. Malheur à l'époque où, en philosophie, l'effronterie et l'absurdité se substituent à la réflexion et à l'intelligence ! »

Ou encore : 
« Les partisans de Hegel ont donc complétement raison quand ils affirment que l'influence de leur maître sur ses contemporains a été énorme. Avoir paralysé totalement l'esprit de toute une génération de lettrés, avoir rendu celle-ci incapable de toute pensée, l'avoir menée jusqu'à lui faire prendre pour de la philosophie le jeu le plus pervers et le plus déplacé à l'aide de mots et d'idées, façonnées par le verbiage le plus vide sur les thèmes traditionnels de la philosophie avec des affirmations sans fondement ou absolument dépourvues de sens, ou encore par des propositions reposant sur des contradictions - c'est en cela qu'a consisté l'influence tant vantée de Hegel. »

### Philosophie analytique
Bertrand Russell considère Hegel comme l'auteur le plus difficile à lire de l'histoire de la philosophie occidentale et lui reproche son obscurité.
Karl Popper, notamment dans le chapitre 12 de La Société ouverte et ses ennemis, critique l'historicisme hégélien, son style obscur et son opportunisme intellectuel. Il cite Schopenhauer : « Hegel met les mots, le lecteur doit trouver le sens » ou encore, à propos de sa philosophie « encore un rêve de dément, issu de la langue et non de la tête ». Popper considère que sa philosophie de l'histoire est un des fondements du totalitarisme.

### Autres
- Stirner : Stirner centre sa pensée sur le moi, l'unique, qui a sa valeur en lui-même. Dans cette perspective, le système hégélien est une aliénation du particulier : Stirner refuse donc l'identification de l'individu à l'universel. Remarquons que ce point de vue individualiste avait déjà fait l'objet d'une critique de la part de Hegel : le particulier ne peut se réaliser seul. En un sens, d'un point de vue historique, le livre de Stirner montre que la dialectique hégélienne a épuisé ses possibilités[réf. nécessaire].

- Kierkegaard : Kierkegaard reproche à Hegel sa « Quantifizierung », de n'avoir pas su faire le « saut » (Sprung) qualitatif nécessaire à la compréhension de l'intériorité. Il reproche globalement à Hegel d'avoir une pensée abstraite et artificielle, à l'opposé de l'expérience morale individuelle et concrète. Dans son Journal, il écrit : « Hegel n'est pas un penseur, mais un professeur. »[réf. nécessaire]

- Karl Marx : Marx critique Hegel comme un philosophe idéaliste qui se contente de décrire le monde au lieu de s'efforcer à le changer "les philosophes n'ont fait qu'interpréter le monde, ce qui importe, c'est de le transformer" (thèses sur Feuerbach, 1845). Il a le tort d'admettre comme Nature un état historique du monde. Marx considère comme mystificatrice la dialectique de Hegel dans son fondement idéaliste. Il la rétabli alors sur une base matérialiste (matérialisme dialectique).[réf. nécessaire]

- Nietzsche : [réf. nécessaire]Dans Ainsi Parlait Zarathoustra, Nietzsche dénonce l'État comme une "nouvelle idole" : l'État n'est pas l'incarnation d'un quelconque « intérêt général », mais un « monstre froid » au service d'intérêts égoïstes. Nietzsche se montre également très critique envers toute forme de pensée organisée en système, en tant qu'un système est clos sur lui-même et n'offre par conséquent aucune prise à la critique. Au paragraphe 26 du Crépuscule des idoles, il s'en prend notamment à l'esprit de système comme un "manque de loyauté"[91].

- Georges Bataille : Au contraire de la totalité hégélienne, Bataille base sa vision de la totalité sur l'universalité et la particularité, sur le système et l'érotisme. Donc ceci contraint l'être, lors de la réalisation d'une totalité, à être en cette dernière, mais à également la dépasser et à excéder cette totalité. Les fondements même de cette vision proposent que l'être, dans sa communion totalitaire, s'expose à son extériorité et se consume. Bataille critique ainsi le panlogisme hégélien et les racines de la totalité bataillienne s'ouvrent donc sur quelque chose entre l'infini et la finitude, qui se dérobe à toutes universalisations.[réf. nécessaire]

## Vocabulaire

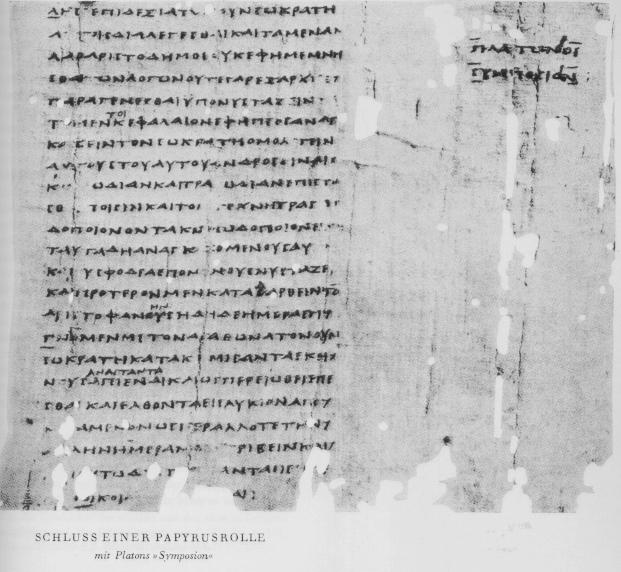
Hegel a traduit du grec le Banquet de Platon (ci-dessus) et l’Antigone de Sophocle.

La langue philosophique de Hegel est difficile. Hegel n'emploie cependant que des mots empruntés à la langue commune et ils sont relativement peu nombreux. C'est surtout la syntaxe conceptuelle de sa pensée qui est complexe.
Hegel considère que la langue allemande ordinaire est naturellement spéculative. Elle est en elle-même philosophique et dialectique. Par exemple, le mot allemand Aufhebung unifie les significations contradictoires de « suppression » et de « conservation » et c'est pourquoi il est employé pour décrire le processus dialectique. Mais cette signification du mot n'est pas évidente et elle ne trouve pas d'équivalent simple en français : on a proposé le mot de « relève » pour conserver ce sens spéculatif mais au prix d'un artifice. On a forgé également le néologisme « sursomption » mais cela entre en contradiction avec le principe que la philosophie s'exprime dans la langue commune. Le terme « suppression » est adopté dans la plupart des occurrences car le mot « Aufhebung » est employé généralement dans son sens purement négatif. Mais la traduction de ce terme est en soi un problème philosophique concernant les rapports de la pensée et de la langue (et de la traduction).
Hegel donne en tous les cas une connotation philosophique spécifique aux termes qu'il emploie lorsqu'il les utilise comme des concepts ou des catégories. Suit une liste de mots ou concepts simples dont la définition et la traduction sont néanmoins aussi difficiles qu'essentielles. Ils peuvent être diversement rendus suivant les traducteurs. Les choix de Jean Hyppolite puis de Bernard Bourgeois ont longtemps servi de référence.
- Absolu (Absolute) et savoir absolu (absolutes Wissen)
- Abstrait: l'abstrait n'est pas philosophique, c'est la satisfaction de la simplicité, de la vulgarité et de l'argument d'autorité.
- Aliénation (Entäusserung)
- Art (Kunst)
- Aufhebung : voir ci-dessus.
- Beau (Schöne)
- Communauté (Gemeinde)
- Concept ou notion (Begriff)
- Concret: est concret un discours qui systématise, qui s'ancre dans le réel pour le définir et l'expliquer selon ses raisons, ses causes, son processus. C'est le discours philosophique.
- Conscience (Bewusstsein)
- Conscience de soi (ou auto conscience, Selbstbewusstsein)
- Contingence ou accidentalité (Zufälligkeit)
- Culture ou formation (Bildung)
- Entendement ou intellect (Verstand) par opposition à « raison »
- Esprit ou intelligence(Geist): l'esprit est une forme d'activité, cette activité consiste à s'affirmer dans l'altérité. C'est une activité qui s'investit dans chaque moment particulier. L'esprit consiste en un savoir et un vouloir, c'est son activité. On dit que l'esprit se constitue quand il acquiert un savoir.
- Ethicité, mœurs, morale ou vie éthique (Sittlichkeit) : par opposition à « moralité » (Moralität)
- Être (Sein)
- Existence ou être déterminé (Dasein)
- Figure ou forme (Gestalt)
- Fin de l'histoire
- Idée (Idee)
- Intuition ou vision (Anschauung)
- Maître et esclave (Herr und Knecht)
- Moment (Moment)
- Nature (Natur)
- Néant (Nichts)
- Négation (Negation) et Négativité (Negativität)
- Objet (Gegenstand ou Objekt)
- Panthéisme
- Particularité (Besonderheit) par opposition à « généralité » et « singularité »
- Pensée spéculative
- Phénomène ou apparition (Erscheinung)
- Raison (Vernunft) par opposition à « entendement »
- Réalité ou effectivité (Wirklichkeit)
- Réconciliation (Versöhnung)
- Reconnaissance (Anerkennung)
- Singularité (Einzelheit) par opposition à « particularité » et « généralité »
- Soi (Selbst)
- Sublime (Erhabene)
- Universalité (Allgemeinheit) : par opposition à « particularité » et « singularité »
- Vérité (Wahrheit)
- Weltgeist (esprit du monde)
- Zeitgeist (esprit du temps)

## Citations

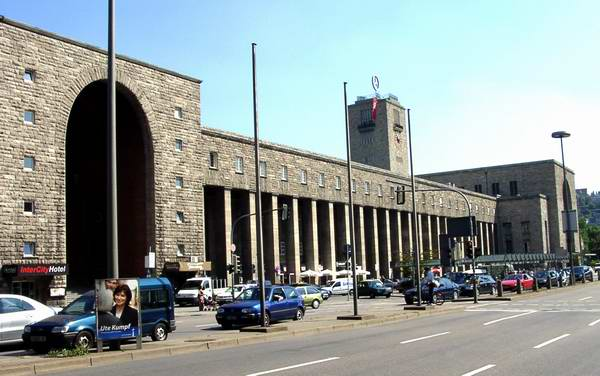
Sur le fronton de la gare de Stuttgart est inscrite en signes lumineux par Joseph Kosuth cette citation de la Phénoménologie : […] daß diese Furcht zu irren schon der Irrtum selbst ist. ([...] que cette peur de commettre une erreur est déjà l'erreur même).

- « Le vrai est le tout, mais le tout est seulement l'essence s'accomplissant et s'achevant moyennant son développement. De l'absolu, il faut dire qu'il est essentiellement résultat, c'est-à-dire qu'il est au terme ce qu'il est dans sa vérité; en ceci consiste sa nature d'être ce qui est effectif, sujet ou devenir de soi-même[93]. »
- « Ce qui est rationnel est effectif, ce qui est effectif est rationnel[94]. »
- « Le travail théorique produit plus d'effet dans le monde que le travail pratique ; lorsque le royaume de la représentation est révolutionné, alors la réalité ne tient plus. »
- « Lorsque la philosophie peint son gris en gris, c'est qu'une figure de la vie est devenue vieille, et avec du gris en gris elle ne se laisse pas rajeunir mais seulement connaître ; la chouette de Minerve ne prend son envol qu'au crépuscule qui commence[94]. »
- « En ce qui concerne l'individu, chacun est le fils de son temps ; la philosophie est ainsi son temps saisi dans la pensée. »
- « L'histoire universelle est le progrès dans la conscience de la liberté[95]. »
- « Heureux est celui qui a conformé son existence à son caractère particulier, à son vouloir et à son arbitre et a ainsi jouie de lui-même durant son existence. L'histoire du monde n'est pas le terrain du bonheur. Les périodes du bonheur sont des pages vierges en elle car elles sont les périodes de concorde où l'opposition fait défaut. »
- « La philosophie doit se garder de vouloir être édifiante[93]. »
- « C'est par la révolte que l'on s'engage dans une lutte pour la liberté. »
- « Ecoutez la forêt qui pousse plutôt que l’arbre qui tombe ! »
- « Ce qui est bien connu est justement parce que bien connu non reconnu ».
- « C'est une connaissance de la philosophie spéculative que la liberté est uniquement ce qu'il y a de vrai dans l'esprit[96]. »
- « On peut dire de l'histoire universelle qu'elle est la représentation de l'esprit dans son effort pour acquérir le savoir de ce qu'il est ; et comme le germe porte en soi la nature entière de l'arbre, le goût, la forme des fruits, de même les premières traces de l'esprit contiennent déjà aussi virtuellement toute l'histoire[96]. »
- « Rien de grand ne s'est accompli dans le monde sans passion[97]. »
- « Une chaussette reprisée vaut mieux qu'une déchirée; contrairement à la conscience-de-soi[98]. »
- « C'est beaucoup demander de réunir deux pensées là où il n'y en a même pas une seule. »
- « Ce que j'ai dit en général sur la distinction du savoir et de la liberté, d'abord sous la seule forme que les Orientaux ont connue, qu'un seul est libre, alors que les Grecs et les Romains, eux, ont su que quelques-uns sont libres, et que nous savons, nous, que tous les hommes en soi, c'est-à-dire l'homme en tant qu'homme, sont libres. »
- « Le tableau coloré du monde est devant moi, je me tiens en face de lui et par ce comportement, je dépasse cette opposition, je fais mien ce contenu. Le moi est chez lui dans le monde, quand il le connaît, encore mieux, quand il l'a compris. »
- « Le résultat n'est rien sans son devenir. »
- « Tu ne pourras pas être mieux que ton temps, mais, au mieux, tu seras ton temps. »
- « Le travail, au contraire, est désir réfréné, disparition retardée : le travail forme. Le rapport négatif à l'objet forme de cet objet même, il devient quelque chose de permanent, puisque justement, à l'égard du travailleur l'objet a une indépendance. »
- « Hegel est mort (gestorben), certes, mais il n'a pas disparu (ausgestorben) » (David Friedrich Strauss)[73].

## Publications
Ouvrages
- Lettres confidentielles sur le rapport juridique du pays de Vaud à la ville de Berne, Francfort, 1798
- Dissertatio philosophica de Orbitis Planetarum, Iéna, 1801 (Les orbites des planètes)
- Différence entre les systèmes philosophiques de Fichte et Schelling, Iéna, 1801
- Journal critique de la philosophie (avec Schelling), 2 vol., Tübingen, 1802 : Sur l'essence de la critique philosophique, Comment le bon sens vulgaire prend la philosophie, Rapport du scepticisme à la philosophie, Foi et savoir, Sur les manières scientifiques de traiter du droit naturel
- Système de la vie éthique (1802-1803, 1re éd. 1913)
- Logique et métaphysique (1804-1805)
- Logique, métaphysique et philosophie de la nature, Iéna, (1804-1805, 1re éd. 1915)
- Phénoménologie de l'esprit, Bamberg et Wurtzbourg, 1807
- La Science de la logique, 3 vol., Bamberg, 1812-1816. T. I : Doctrine de l'Être (1812) ; t. II : Doctrine de l'Essence (1813) ; t. III : Doctrine du Concept (1816)
- Encyclopédie des sciences philosophiques (1re éd. 1817 ; 2e éd. refaite et augmentée 1827 ; 3e éd. revue et corrigée 1830). T. I : Logique (résume Science de la logique) ; t. II : Philosophie de la nature ; t. III : Philosophie de l'esprit
- Principes de la philosophie du droit, Berlin (1821)
- Encyclopédie des sciences philosophiques en abrégé (1830)

Cours (publiés à titre posthume)
- Leçons sur l'histoire de la philosophie (1805-1830, 1re éd. 1832 par Karl Ludwig Michelet, 2e éd. 1927-1929). À part : Leçons sur Platon (1825-1826). Introduction. T. I : Des origines à Anaxagore ; t. II : Des sophistes aux présocratiques ; t. III : Platon et Aristote ; t. IV : Le dogmatisme et le scepticisme. Les néoplatoniciens ; t. V : La philosophie au Moyen Âge ; t. VI : De Bacon aux Lumières ; t. VII : La dernière philosophie allemande.
- Propédeutique philosophique (1809-1811, cours donnés à Nuremberg, 1re éd. 1840)
- Esthétique ou philosophie de l'art (1818-1830, 1re éd. 1832 par Hotho). T. I : Introduction à l'esthétique ; t. II : L'idée du Beau ; t. III : L'art symbolique ; t. IV : L'art classique ; t. V : L'art romantique ; t. VI : L'architecture - La sculpture ; t. VII : La peinture - La musique ; t. VIII : La poésie.
- Leçons sur la philosophie de la religion (1821-1831, 1re éd. 1832, 2e éd. aug. 1840). T. I : Notion de la religion ; t. II : La R eligion de la nature ; t. III : Les religions de l'individualité ; t. IV : La religion absolue ; t. V : Leçons sur les preuves de l'existence de Dieu
- Leçons sur la philosophie de l'histoire (1822, 1re éd. 1837, 2e éd. aug. 1840). Intro. : La Raison dans l'Histoire.

Écrits de jeunesse (publiés à titre posthume en 1907 par Nohl)
(sélection)
- 1795-1796 : La Positivité de la religion chrétienne
- 1796 : Le plus ancien programme de système de l'idéalisme allemand
- 1796 : Éleusis. À Hölderlin
- 1796 : La Vie de Jésus
- 1797 : L'Esprit du christianisme et son destin
- 1800 : Fragment de système (Systemfragment)
- 1801 : Constitution de l'Empire allemand (1re éd. 1893)
- 1804 : Qui pense abstrait ?

### Traductions
XIXe siècle
- Cours d'esthétique, trad. Charles Magloire Bénard, 5 vol., Ladrange, 1840-1852 (version numérisée du tome premier)
- La logique subjective de Hegel, trad. H. Sloman et Jean Wallon, Ladrange, 1854 (version numérisée sur le site de la BNF)
- La logique de Hegel [Encyclopédie I], trad. Augusto Vera, Ladrange, 1859 (version numérisée sur Google)
- Philosophie de la nature [Encyclopédie II], trad. Augusto Vera, 3 vol., Ladrange, 1863-1866 (version numérisée sur le site de la BNF)
- Philosophie de l'esprit [Encyclopédie III], trad. Augusto Vera, Ladrange, 1867-1869 (version numérisée sur Google)
- Philosophie de la religion, trad. Augusto Vera, 1876-1878

XXe siècle
- Vie de Jésus, trad. Dumitru Roșca, 1928
- Leçons sur la philosophie de l'histoire, trad. Jean Gibelin, Vrin, 1937
- Phénoménologie de l'Esprit, trad. Jean Hyppolite, 2 vol., Aubier, 1939
- Principes de la philosophie du droit, trad. André Kaan, Gallimard, 1940
- Esthétique, trad. Serge Jankélévitch, 4 vol., Aubier, 1944
- Preuves de l'existence de Dieu, trad. Henri Niel, 1947
- L'esprit du christianisme et son destin, trad. Jacques Martin, Vrin, 1948
- Science de la logique, trad. Serge Jankélévitch, 1949
- Première publications: Différence des systèmes de Fichte et de Schelling; Foi et Savoir, trad. Marcel Méry, 1952
- Leçons sur la philosophie de la religion, trad. Jean Gibelin, 5 vol., Vrin, 1954-1959
- Correspondance, trad. Jean Carrère, 3 vol., Gallimard, 1962-1963
- Propédeutique philosophique, trad. Maurice de Gandillac, Minuit, 1963
- La raison dans l'histoire: introduction à la Philosophie de l'histoire, trad. Kostas Papaïoannou, Plon, 1965
- La première philosophie de l'esprit, trad. Guy Planty-Bonjour, PUF, 1969
- Encyclopédie des sciences philosophiques, tome I : La science de la logique, trad. Bernard Bourgeois, Vrin, 1970
- Leçons sur l'histoire de la philosophie, trad. Pierre Garniron, 7 vol., Vrin, 1971-1991
- La Relation du scepticisme avec la philosophie, trad. B. Fauquet, Vrin, 1972
- La Constitution de l'Allemagne: 1800-1802, Champ Libre, 1974
- Des manières de traiter scientifiquement du droit naturel, trad. Bernard Bourgeois, Vrin, 1972
- Principes de la philosophie du droit, trad. Robert Derathé, Vrin, 1975
- La Société civile bourgeoise, trad. Jean-Pierre Lefebvre, Maspero, 1975
- Recension des œuvres de F. H. Jacobi, trad. André Droz, Vrin, 1976
- Système de la vie éthique, trad. Jacques Taminiaux, Payot, 1976
- Écrits politiques, trad. M. Jacob, Champ Libre, 1977
- Les Orbites des planètes: dissertation de 1801, trad. François De Gandt, Vrin, 1979
- Essai sur la Bhaqavad-Gîtâ, dans Michel Hulin, Hegel et l'Orient, Vrin, 1979
- Logique et métaphysique (1804-1805), trad. Denise Souche-Dagues, Gallimard, 1980
- Les écrits de Hamann, trad. Jacques Colette, Flammarion, 1981
- La Philosophie de l'esprit de la 'Realphilosophie' 1805, trad. Guy Planty-Bonjour, PUF, 1982
- La Positivité de la religion chrétienne, PUF, 1983
- La différence entre les systèmes philosophiques de Fichte et de Schelling; De la relation entre la philosophie de la nature et la philosophie en général, trad. Bernard Gilson, Vrin, 1986
- Fragments de la période de Berne 1793-1796, trad. Robert Legros et F. Verstraeten, Vrin, 1987
- Encyclopédie des sciences philosophiques, tome III : Philosophie de l'Esprit, trad. Bernard Bourgeois, Vrin, 1988
- Foi et savoir : Kant, Jacobi, Fichte, trad. Alexis Philonenko, Vrin, 1988
- Journal d'un voyage dans les Alpes bernoises : du 25 au 31 juillet 1796, trad. Robert Legros et F. Verstraeten, éditions Jérôme Millon, 1988
- Textes pédagogiques, trad. Bernard Bourgeois, Vrin, 1990
- Notes et fragments : Iéna 1803-1806, trad. Pierre-Jean Labarrière, Aubier, 1991
- Leçons sur les preuves de l'existence de Dieu, trad. Jean-Marie Lardic, Aubier, 1993 (t. V des Leçons sur la philosophie de la religion)
- Science de la logique, trad. Pierre-Jean Labarrière et Gwendoline Jarczyk, 3 vol., Aubier, 1994
- Cours d'esthétique: édition Hotho, trad. Jean-Pierre Lefebvre et Veronika von Schenk, 3 vol., Aubier, 1995-1997
- L'Ironie romantique : compte rendu des « Écrits posthumes et correspondance » de Solger, trad. Jeffrey Reid, Vrin, 1997
- Leçons sur la philosophie de la religion, trad. Pierre Garniron, Presses universitaires de France, 1972
- Premiers écrits : Francfort 1797-1800, trad. Olivier Depré, Vrin, 1997
- Principes de la philosophie du droit, trad. Jean-François Kervégan, Presses universitaires de France, 1998
- Principes de la philosophie du droit, trad. Jean-Louis Vieillard-Baron, Flammarion, 1999

XXIe siècle
- Leçons sur le droit naturel et la science de l'État, Heidelberg, semestre d'hiver 1817-1818, trad. Jean-Philippe Deranty, Vrin, 2002
- Préface à la phénoménologie de l'esprit (trad. de l'allemand par Thomas Piel), Paris, Allia, 2016, 128 p. (ISBN 979-10-304-0453-1)
- Leçons sur l'histoire de la philosophie: Introduction, trad. Gilles Marmasse, Vrin, 2004
- Encyclopédie des sciences philosophiques, tome II: Philosophie de la nature, trad. Bernard Bourgeois, Vrin, 2004
- Esthétique: cahier de notes inédit de Victor Cousin, éd. Alain Patrick Olivier, Vrin, 2005
- Phénoménologie de l'Esprit, trad. Bernard Bourgeois, Vrin, 2006
- Leçons sur la logique : d'après l'« Encyclopédie des sciences philosophiques en abrégé » : semestre d'été 1831 à Berlin, trad. Jean-Michel Buée et David Wittmann, Vrin, 2007
- La Philosophie de l'histoire, trad. Myriam Bienenstock (dir.), Paris, LGF, 2009  (ISBN 978-2-2530-8852-3)
- La Vie de Jésus : précédé de Dissertations et Fragments de l'époque de Stuttgart et de Tübingen, trad. Ari Simhon, Vrin, 2009
- Introduction à la philosophie de l'histoire, traduction, présentation, notes et index Myriam Bienenstock et Norbert Waszek, Paris, LGF, Collection: Les classiques de la Philosophie, 2011  (ISBN 978-2-2530-8874-5), 351 pages